# Ronald Reagan

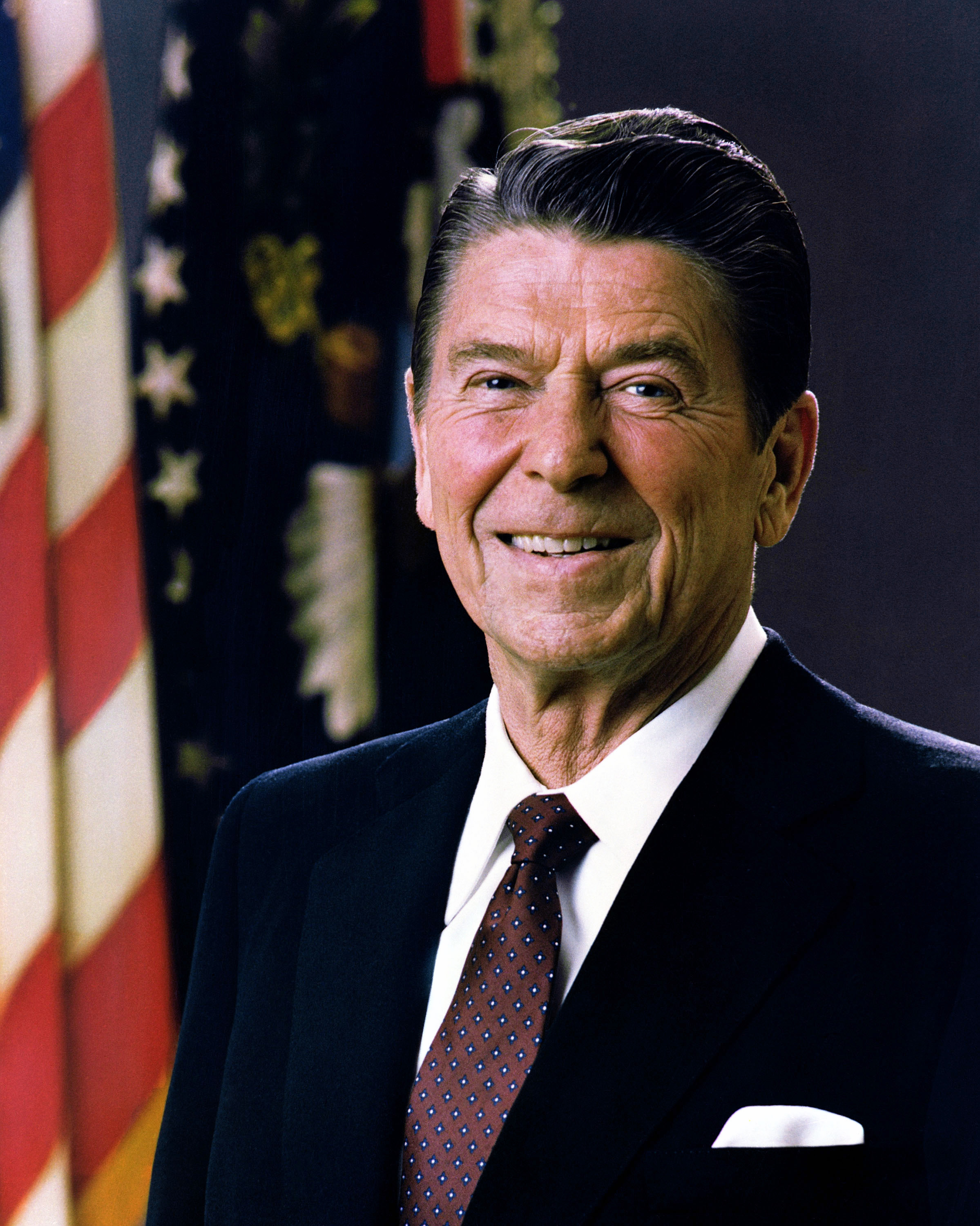
Ronald Reagan (1981)

Ronald Wilson Reagan [ˈɹeɪgən] (* 6. Februar 1911 in Tampico, Illinois; † 5. Juni 2004 in Bel Air, Los Angeles, Kalifornien) war ein US-amerikanischer Schauspieler und republikanischer Politiker. Von 1967 bis 1975 war er der 33. Gouverneur von Kalifornien und von 1981 bis 1989 der 40. Präsident der Vereinigten Staaten.

## Leben

### Bis zur Präsidentschaft

#### Herkunft

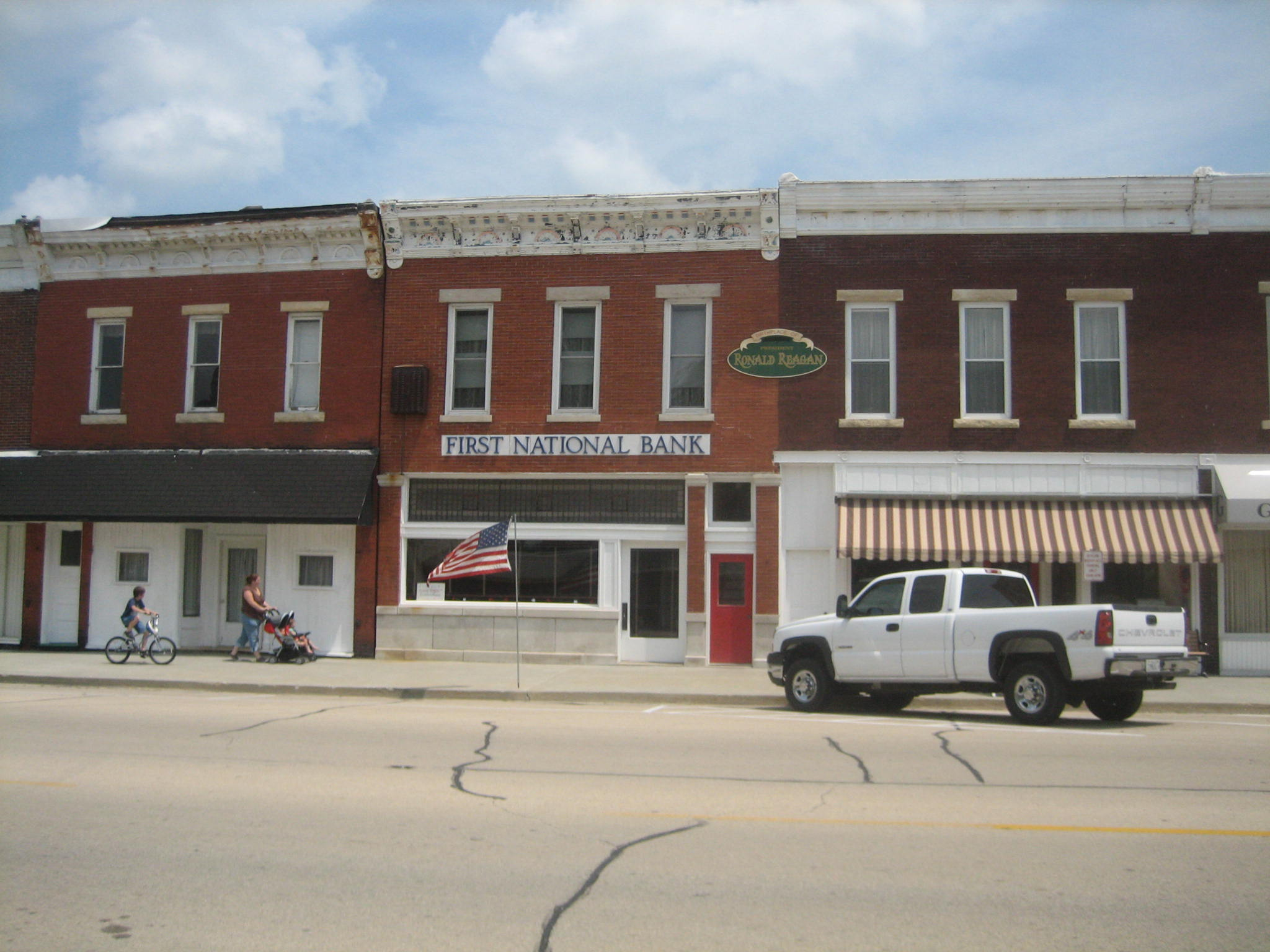
Geburtshaus Reagans in der Bildmitte (2007)

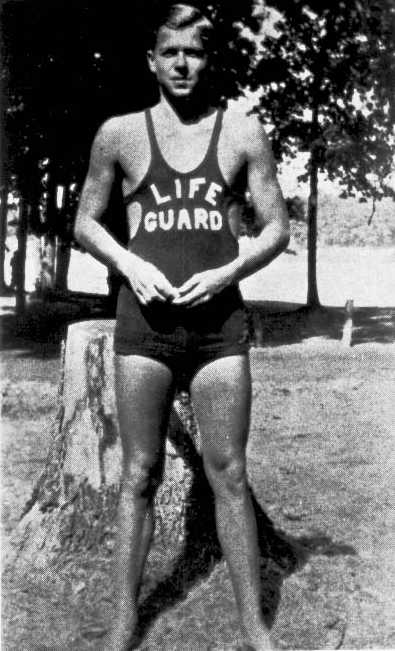
Ronald Reagan in einem Rettungsschwimmeranzug (1927)

Ronald Reagan stammte aus bescheidenen Verhältnissen, sein Vater Jack Reagan (1883–1941) war Nachkomme irischer Immigranten. Ronald wurde im Haus 111 Main Street in Tampico geboren, seine Mutter war Nelle Wilson Reagan (1883–1962). Nach der High School besuchte er das Eureka College in Eureka, Illinois, welches mit der Christian Church (Disciples of Christ) verbunden ist. Reagan studierte dort neben Wirtschaftswissenschaften und Soziologie auch Theaterwissenschaften und erlangte 1932 den Abschluss.
Am Eureka College wurde er Vorsitzender der Studentenschaft, Footballspieler, Cheerleader für das Basketballteam und Mitglied der Tau Kappa Epsilon Fraternity.

#### Radio- und Filmkarriere
Als Sportkommentator für die Rundfunksender WOC (AM) in Davenport und WHO (AM) in Des Moines kommentierte er in den 1930er Jahren Baseball-Spiele nur anhand von Tickermeldungen. Als er die Chicago Cubs bei einer Reise nach Kalifornien als Reporter begleitete, kam er zu einem Casting in Hollywood. 1937 erhielt Reagan von Warner Brothers einen Siebenjahresvertrag als Schauspieler. Alleine bis zum Jahre 1939 drehte er 19 Filme.

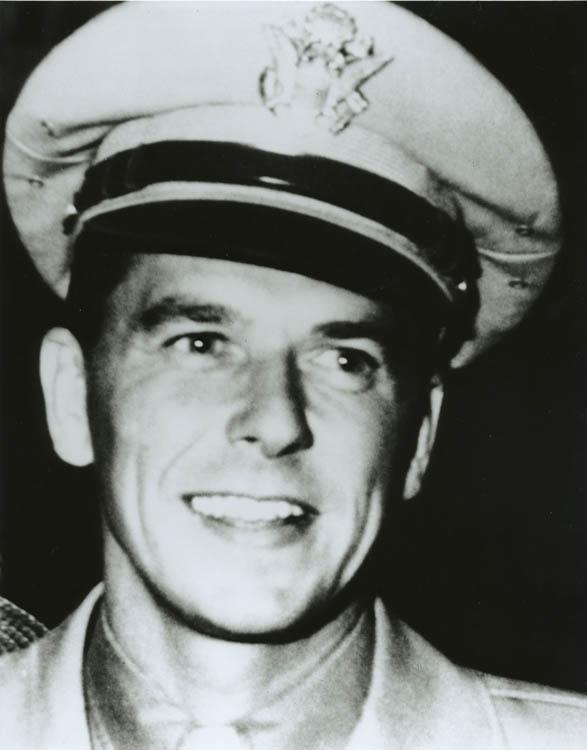
Reagan in der Army Air Force

Während Reagan in kleineren Filmen Hauptrollen übernahm, spielte er in größeren Filmen meist Nebenrollen, etwa als Sidekick von Errol Flynn in Land der Gottlosen und Sabotageauftrag Berlin. Seine vielleicht beste Rolle hatte er im Filmdrama Kings Row (1942) als wohlhabendes Waisenkind, das sein Vermögen und anschließend sein Bein bei einem Arbeitsunfall verliert. Allerdings wurde er direkt nach Kings Row im Rahmen der Wehrpflicht in die Air Force berufen, sodass ein positiver Karriereschub ausblieb. Häufig verkörperte Reagan elegante und respektable Persönlichkeiten mit festen Moralvorstellungen und Prinzipien. Er erarbeitete sich Anfang der 1950er Jahre mit Hauptrollen in einigen kleineren Western einen Ruf als „James Stewart für Arme“. Daneben arbeitete er ebenfalls regelmäßig als Sprecher und Erzähler von Filmen, etwa beim oscarprämierten Kurzfilm Beyond the Line of Duty.
Ab den 1950er Jahren war Reagan auch regelmäßig im zunehmend populären Fernsehen zu sehen. Er war von 1954 bis 1962 als Gastgeber in 260 Folgen der wöchentlichen Anthologie-Serie General Electric Theater zu sehen, benannt nach dem Elektrokonzern General Electric. In einer Episode aus dem Jahre 1954 spielte er zusammen mit James Dean die Hauptrollen. Bis Mitte der 1960er Jahre wirkte er an rund 80 Film- und Fernsehproduktionen mit.
Von 1947 bis 1952 und von 1959 bis 1960 war er Präsident der Schauspielergewerkschaft Screen Actors Guild (SAG), was als Beginn seines politischen Engagements gewertet wird.
Am 2. August 1960 bekam er einen Stern auf dem Hollywood Walk of Fame in der Kategorie Fernsehen.
Ab 1947 war er Informant des FBI vor dem Hintergrund der McCarthy-Ära und der zweiten Roten Angst, die von einer dezidiert antikommunistischen Stimmung gekennzeichnet war. Als Zeuge vor dem Komitee für unamerikanische Umtriebe im November und Dezember des gleichen Jahres schilderte er zwar den aus seiner Sicht schädlichen Einfluss, den linke Kräfte auf die Filmindustrie in Hollywood ausübten, er nannte jedoch keine Namen. Zudem trat er in einer vielbeachteten Rede vor diesem Komitee gegen eine Verfolgung von Kommunisten ein. Vielmehr seien amerikanische Institutionen sehr wohl in der Lage, sich selbst erfolgreich gegen Unterwanderungsversuche zu wehren.
Der MCA-Chef Lew Wasserman war ein großer Förderer der politischen Karriere von Reagan. Wasserman wurden auch Verbindungen zur Mafia nachgesagt. Während seiner Zeit als Präsident der Schauspielergewerkschaft SAG bevorzugte Reagan das damals größte Medienunternehmen MCA erheblich: Den Einrichtungen SAG der MCA 1952 erlaubte er vertraglich stillschweigend und exklusiv, zugleich als Künstleragentur tätig als auch Produzent von Unterhaltung sein zu dürfen, beispielsweise von TV-Shows. Beide Funktionen waren bis dahin strikt getrennt, da die Interessen der Schauspieler und Produzenten teilweise gegenläufig sind. Durch diesen Vertrag konnte MCA sehr erfolgreich agieren. MCA, bei der auch Reagan unter Vertrag war, bedankte sich, indem sie ihm beispielsweise durch die Vermittlung von Engagements und Werbeauftritten immer wieder aus finanziellen Engpässen heraushalf. Im Jahr 1962 kam es zu einem Gerichtsprozess, bei dem auch Reagan wegen Korruption angeklagt war. Dieser berief sich mehrfach auf Gedächtnislücken und wurde letztlich aus Mangel an Beweisen freigesprochen. MCA musste die Trennung wiederherstellen und verkaufte die Künstleragentur. Nach Beginn seiner Amtszeit als US-Präsident wurden laufende Verfahren gegen die MCA eingestellt.

#### Persönliches

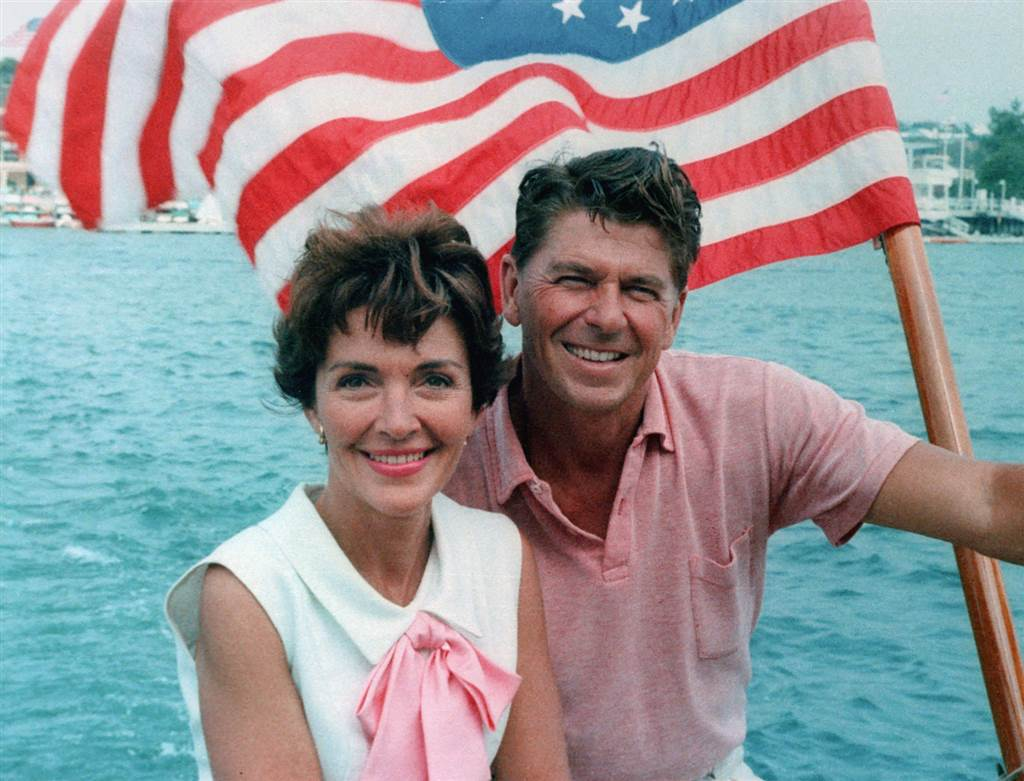
Reagan mit seiner Frau Nancy im Jahr 1964.

Seine 1940 geschlossene erste Ehe mit dem Filmstar Jane Wyman (1917–2007) endete 1948 mit der Scheidung. Von 1952 bis zu seinem Tod war er rund 52 Jahre mit Nancy Davis, geborene Anne Frances Robbins, (1921–2016) verheiratet, die kurzzeitig ebenfalls als Schauspielerin arbeitete. Nancy und Ronald Reagan standen auch gemeinsam vor der Kamera, so in den Hauptrollen des Kriegsfilmes Hellcats of the Navy (1957) von Nathan Juran.
Als Reagans engster Freund galt der Schauspieler Robert Taylor, für den er 1969 die Grabrede hielt.
Reagan hat verschiedene Spitznamen erhalten und gepflegt: „The Gipper“ bezieht sich auf eine Filmrolle aus dem Jahr 1940, in der er den Football-Star George Gipp spielte. Der Spitzname „The Great Communicator“ bezog sich auf eine ihm zugeschriebene Fähigkeit, eine persönliche Beziehung zu den Bürgern aufzubauen und über sie seine politischen Anliegen zu kommunizieren. Ein persönlicher Kosename war „Dutch“, den er von seinem Vater erhielt und der später auch zum Titel von Edmund Morris‘ umstrittener Biografie „Dutch: A Memoir of Ronald Reagan“ wurde.
1985 musste sich Reagan einer Darmkrebs-Operation unterziehen.

#### General Electric und Hinwendung zum Konservatismus
Seine Moderation der Anthologie-Serie General Electric Theater zwischen 1953 und 1962 brachte ihm weitere Beschäftigung als Konzernrepräsentant von General Electric (GE), die die Sendung sponserten. Reagan hielt innerhalb von sechs Jahren als Konzernrepräsentant zahlreiche Reden an die Belegschaft.
Der Konzern hatte damals über 250.000 Angestellte in 40 Bundesstaaten. Reagans Vertrag beinhaltete die Pflicht, über aktuellen Klatsch und Tratsch von Hollywood zu sprechen – stattdessen aber reiste er durch die USA und sprach über freies Unternehmertum, Staatsmedizin und ein staatliches Rentensystem. Über seine Reise durch die USA sagte Reagan:

„Da treffe ich nicht ‚die Massen‘, nicht irgendwelche ‚gewöhnlichen Leute‘, nein, ich treffe einzelne Menschen, jeder mit eigenen Hoffnungen und Träumen und einer stillen Zivilcourage, die dieses Land besser funktionieren lässt als jedes andere.“

In seiner Zeit bei GE wandelte sich Reagans politisches Auftreten drastisch. Er bekundete nun öffentlich, sich von einem Linken („liberal“) zu einem Konservativen gewandelt zu haben. Er sagte dazu:

„Nicht ich habe meine Partei verlassen, sie hat mich verlassen.“

Reagan erklärte, seine politischen Ansichten hätten sich in seiner Zeit als Vorsitzender der Schauspielergewerkschaft geändert, als anlässlich einer Gewerkschaftssitzung während eines von Kommunisten initiierten Streiks in Kalifornien ein Funktionär erklärte, er würde die Verfassung der Sowjetunion derjenigen der USA vorziehen und im Falle eines Krieges zwischen den USA und der Sowjetunion nicht für die United States Army, sondern für die Rote Armee kämpfen. In seinem letzten Jahr als Vorsitzender der SAG, als Drehbuchautoren und Schauspieler gemeinsam streikten, konnte Reagan in Verhandlungen mit den US-amerikanischen Filmstudios die Einführung von Krankenversicherungs- und Rentenbeitragszahlungen erwirken.
Reagan wurde wegen seines politischen Engagements schließlich von GE entlassen, bekam aber zugleich das Angebot, weiter arbeiten zu können, vorausgesetzt, er beschränke sich künftig auf das Bewerben von GE-Produkten. Dies lehnte er ab.

#### Einstieg in die Politik

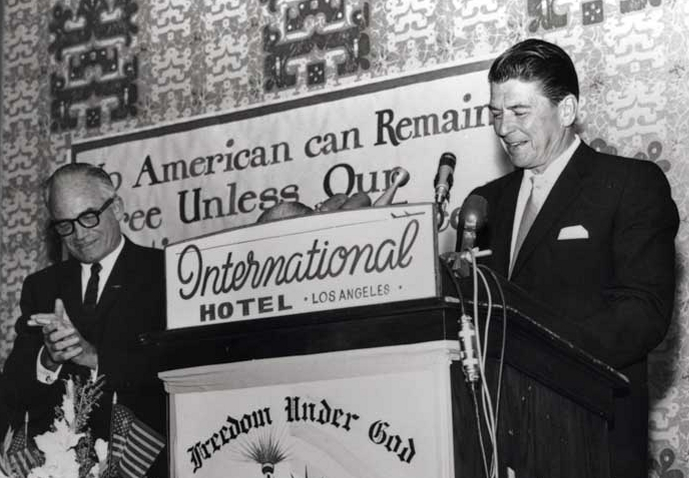
Ronald Reagan mit US-Senator und Präsidentschaftskandidat Barry Goldwater 1964

Reagan wurde 1962 Mitglied der Republikanischen Partei, nachdem er zuvor eher den Demokraten zugeneigt gewesen war. Im Präsidentschaftswahlkampf 1964 unterstützte Reagan den Kandidaten der Republikaner, den erzkonservativen und auch parteiintern umstrittenen Barry Goldwater, der sich insbesondere gegen die Bürgerrechtspolitik wandte. Indem durch ein Bundesgesetz die Rassentrennung verboten worden sei, habe man verfassungswidrig in die Rechte der Einzelstaaten (state’s rights) eingegriffen. Reagan hielt für ihn eine weit verbreitete Grundsatzrede, A Time for Choosing, die zwar Goldwater nicht zum Sieg über Präsident Johnson gereichte, ihm aber immerhin mindestens eine Million Dollar an Spenden für seine Kampagne einbrachte. In der Rede wurde Reagans künftiges Programm sichtbar, er trat außenpolitisch für die Befreiung von „Millionen von Menschen, versklavt hinter dem Eisernen Vorhang“, ein und innenpolitisch für die weitestgehende Zurückdrängung staatlichen Einflusses.

#### Gouverneur von Kalifornien

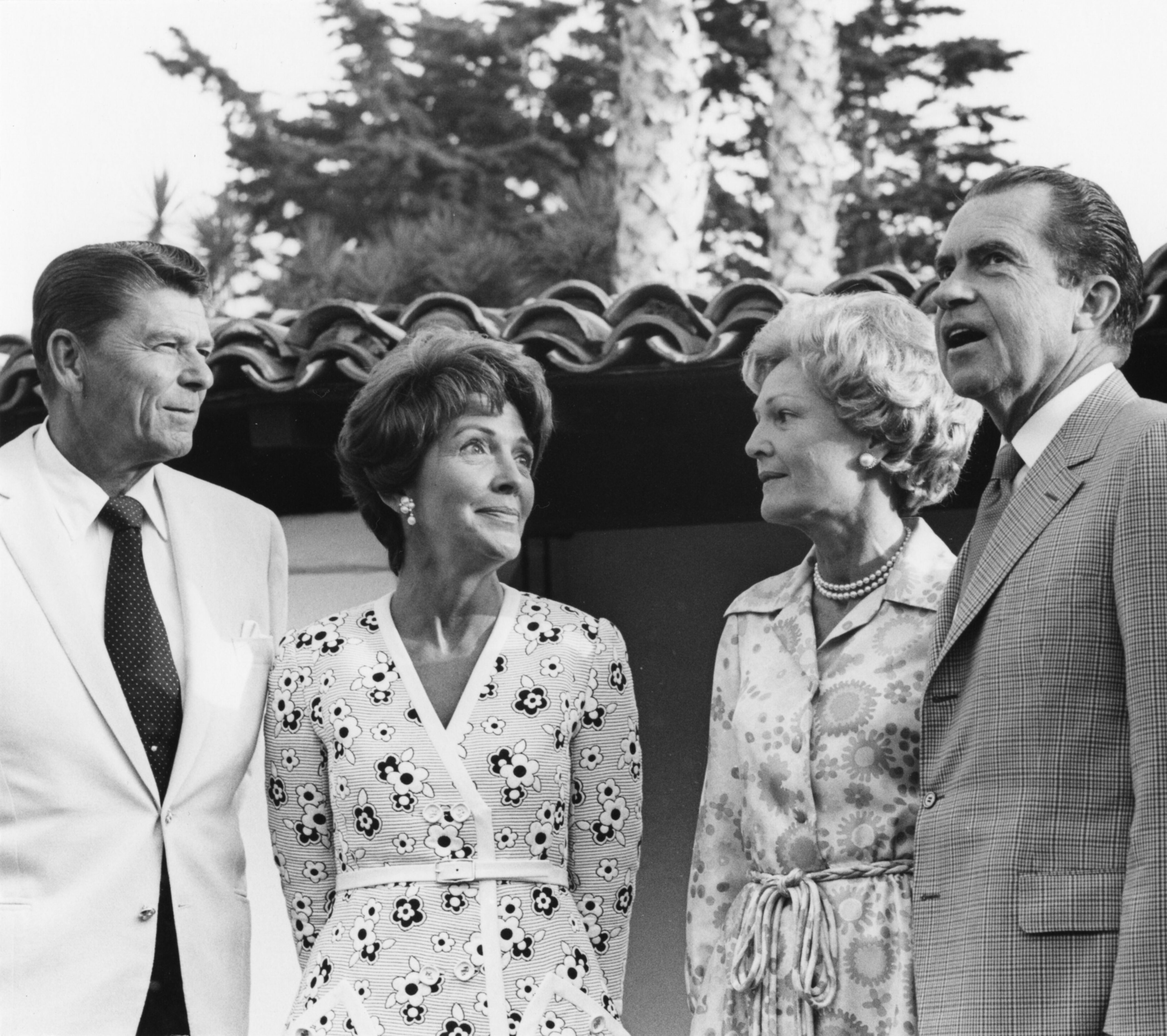
Gouverneur Reagan mit seiner Frau Nancy (links) und Präsident Richard Nixon mit dessen Frau Pat in Kalifornien im Juli 1970

Am 8. November 1966 gewann Reagan mit einem Stimmenanteil von 57 Prozent die Wahl zum Gouverneur von Kalifornien gegen Amtsinhaber Edmund G. Brown und wurde am 3. Januar 1967 als 33. Gouverneur Kaliforniens vereidigt. Bereits sein Sieg in den Vorwahlen der Republikanischen Partei für dieses Amt fand viel mediales Interesse. Kurz nach Beginn seiner Amtszeit unterzeichnete Reagan ein neues – für die damalige Zeit sehr liberales – Abtreibungsgesetz, wovon er sich später mehr und mehr distanzierte, bis er schließlich einen strikten „Pro-Life“-Standpunkt vertrat. Im Jahr 1968 brachten ihn innerparteiliche Gegner Richard Nixons erstmals – erfolglos – als möglichen republikanischen Präsidentschaftskandidaten ins Spiel. Als Gouverneur unterstützte er mit seiner Politik die kalifornische Wirtschaft, die in den späten 1960er Jahren einen beachtlichen Aufschwung nahm. Durch die daraus resultierenden Mehreinnahmen an Steuern sowie Ausgabenkürzungen gelang es ihm, den Haushalt des Bundesstaates auszugleichen. Im Jahr 1968 fand gegen Reagan ein erfolgloser Recall statt; damals versuchten Gegner seiner Politik, ihn vorzeitig aus seinem Amt abzuwählen, was aber wegen der hohen Hürden scheiterte (erst 2003 wurde mit Gray Davis erstmals ein kalifornischer Gouverneur vorzeitig abgewählt). Bei der Gouverneurswahl am 3. November 1970 wurde Reagan mit 52,8 Prozent der Stimmen wiedergewählt; der Demokrat Jesse M. Unruh erhielt 45,1 Prozent. Im Januar 1971 begann seine zweite Amtsperiode.
Während seiner Zeit als Gouverneur, vor allem in der zweiten Hälfte der 1960er Jahre, nahmen insbesondere an den Universitäten in Kalifornien die Proteste gegen den Vietnamkrieg zu. Reagan war bekannt für seine harte Haltung gegenüber Demonstranten. Er griff sie in öffentlichen Stellungnahmen verbal an. 1969 setzte er Truppen der kalifornischen Nationalgarde an der University of California, Berkeley ein, um Studentenproteste gewaltsam aufzulösen.
Zur Gouverneurswahl im November 1974 trat Reagan nicht zu einer Wiederwahl an, obwohl damals (bis 1990) eine dritte Amtszeit nach der Verfassung möglich gewesen wäre. Im Januar 1975 schied er aus dem Gouverneursamt aus und wurde von dem Demokraten Jerry Brown, dem Sohn seines Vorgängers, abgelöst. Reagan fasste nach dem Ende seiner Laufbahn in Sacramento bereits eine Präsidentschaftsbewerbung ins Auge. So blieb er weiterhin öffentlich präsent. Neben regelmäßigen Auftritten in politischen Fernsehsendungen gehörte er auch der sogenannten Rockefeller-Kommission an, die 1975 unter der Leitung des amerikanischen Vizepräsidenten Nelson Rockefeller illegale Aktivitäten der US-Geheimdienste untersuchte.

#### Präsidentschaftskandidat 1976

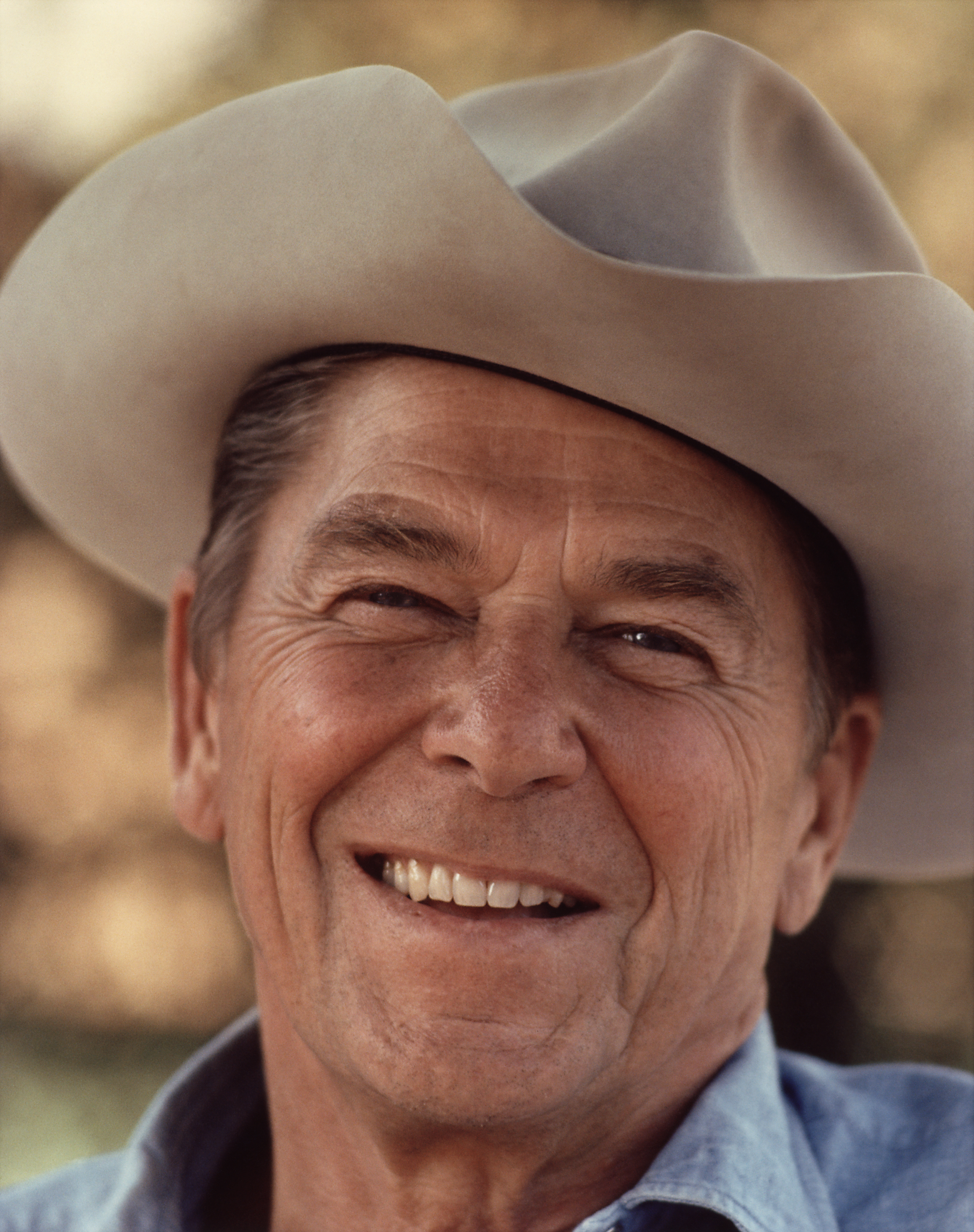
Reagan auf seiner Ranch Rancho del Cielo in Kalifornien, 1976

Reagan begann im Sommer 1975, den amtierenden republikanischen Präsidenten Gerald Ford, der im August 1974 nach Richard Nixons Rücktritt im Zuge der Watergate-Affäre die Präsidentschaft übernommen hatte, zu kritisieren. Er warf dem Präsidenten außenpolitische Schwäche während der Endphase des Vietnamkrieges vor; auch die bereits von Nixon eingeleitete Entspannungspolitik lehnte er ab. Innenpolitisch stand Reagan für einen konservativen Kurs, während Ford als deutlich moderater galt. Ende des Jahres startete der ehemalige Gouverneur eine formale Wahlkampagne. Allerdings wurden ihm gegen einen amtierenden Präsidenten nur geringe Chancen auf die Nominierung der Partei eingeräumt. Mit Beginn der Vorwahlen im Frühjahr 1976 musste Reagan zunächst einige Niederlagen in den nördlichen Bundesstaaten einstecken. Als die Vorwahlen sich jedoch mehr in die konservativeren Südstaaten verlagerten, gelang es ihm, mehrere Siege einzufahren; unter anderem im bevölkerungsreichen Texas. Als im August 1976 der Nominierungsparteitag der Republikaner begann, war Fords Vorsprung an Delegiertenstimmen zu knapp, um einen Sieg vorherzusehen. Im ersten Wahldurchgang setzte sich Ford dann mit 1187 zu 1070 Stimmen knapp durch. Reagan hinterließ jedoch mit seiner als stark betrachteten (und improvisierten) Parteitagsrede einen souveränen Eindruck. Im eigentlichen Wahlkampf sprach er sich dann zugunsten Fords aus, der am Ende in einer knappen Entscheidung gegen Jimmy Carter verlor.

#### Wahl 1980
Im Jahr 1980 bewarb sich Reagan erneut um die Präsidentschaftskandidatur der Republikaner. Innerparteiliche Konkurrenten waren unter anderem der Senator Bob Dole und der ehemalige CIA-Direktor George H. W. Bush. Reagan galt schon zu Beginn des Vorwahlkampfes (Primaries) als Favorit für die Kandidatur und setzte sich klar gegen seine innerparteilichen Konkurrenten durch. Am 15. Juli 1980 wurde er in Detroit, Michigan, auf der Republican National Convention, dem Nominierungsparteitag, zum offiziellen Kandidaten der Republikaner gewählt. Reagan erwog, mit dem früheren Präsidenten Gerald Ford als Vizepräsidentschaftskandidaten Jimmy Carter herauszufordern. Ford hatte Reagan eine „geteilte Präsidentschaft“ vorgeschlagen, in der Reagan für innenpolitische Fragen und Ford und Kissinger für außenpolitische Fragen zuständig sein sollten. Nachdem Ford diese Erwägungen öffentlich gemacht hatte, entschied Reagan sich aber für George H. W. Bush als Vizepräsidentschaftskandidaten. Bush hatte in den Vorwahlen nach Reagan die zweitgrößte Anzahl an Bundesstaaten gewonnen.
Es gelang Reagan, eine Koalition aus Evangelikalen, Wirtschaftsliberalen (siehe Neoliberalismus) und wertkonservativen Wählern zu schmieden. Ähnlich wie bereits Richard Nixon verfolgte er eine Southern Strategy, die darauf abzielte, weiße Wähler in den Südstaaten an die Republikaner zu binden. So eröffnete Reagan seinen Hauptwahlkampf am 3. August 1980 ausgerechnet auf der Neshoba County Fair bei der kleinen Stadt Philadelphia im Bundesstaat Mississippi, wo 1964 Mitglieder des Ku-Klux-Klans die Mississippi-Bürgerrechtsaktivisten-Morde begangen hatten. In seiner Rede plädierte er dafür, die Rechte der Bundesstaaten (state’s rights) zu stärken, was seit Barry Goldwater als Chiffre dafür galt, dass die Südstaaten auch das Recht haben sollten, den Civil Rights Act of 1964 auszuhebeln. Unter anderem sagte Reagan: I believe in states’ rights and I believe in people doing as much as they can for themselves… I believe we have distorted the balance of our government today by giving powers that were never intended to be given in the Constitution to the federal establishment. („Ich glaube an die Rechte der Einzelstaaten und daran, dass die Menschen so viel wie möglich selbst regeln sollten … Ich glaube, dass wir heutzutage das Gleichgewicht in unserer Regierung gestört haben, indem wir der Bundesregierung eine Macht gegeben haben, die ihr nach der Verfassung niemals zugedacht war.“).
Paul Krugman interpretierte diesen Auftritt als eine rassistische Botschaft Reagans an die weißen Suprematisten in den Südstaaten, dass er auf ihrer Seite stehe. Seine These wurde in der New York Times in mehreren Artikeln kontrovers diskutiert.
Reagan gewann die Präsidentschaftswahl am 4. November 1980 gegen den glücklos amtierenden Präsidenten Jimmy Carter und den unabhängigen Kandidaten John B. Anderson. Reagan erhielt 50,7 % und Carter 41,0 % der Stimmen. Im Electoral College hatte Reagan 489 Wahlmänner und Carter nur 49. Die Republikaner verzeichneten auch deutliche Zugewinne im Repräsentantenhaus und erhielten erstmals seit 1954 wieder eine Mehrheit der Mandate im Senat. Diese hielt bis 1987. Neben den ökonomischen Aspekten wurde der Wahlsieg begünstigt durch den Kalten Krieg: Ende 1979 war die Sowjetunion in Afghanistan einmarschiert; Reagans Vorgänger Carter war Schwäche in der Außenpolitik vorgeworfen worden.

### Präsidentschaft (1981–1989)

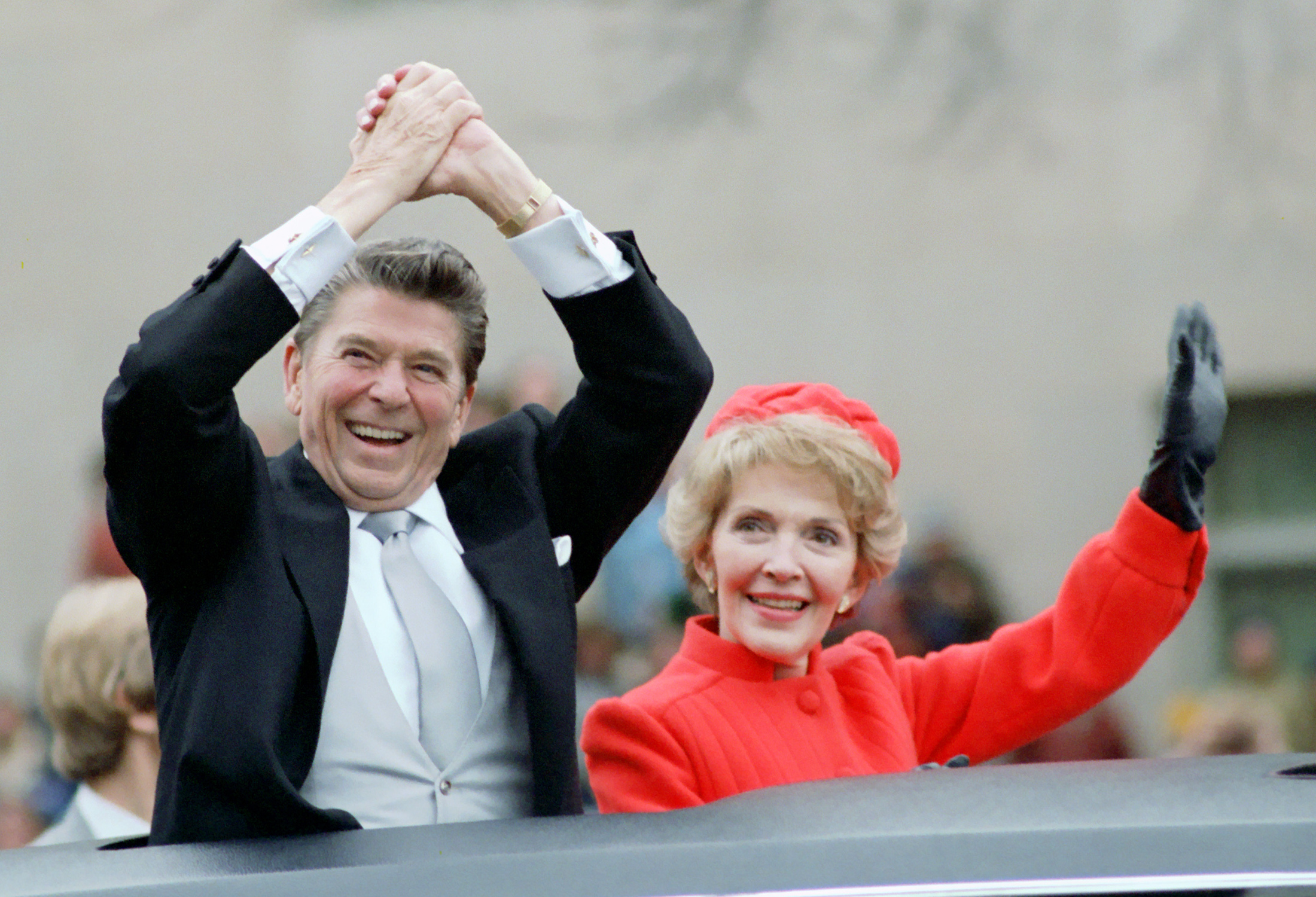
20. Januar 1981: Reagan und seine Frau Nancy bei den Feierlichkeiten zur Amtseinführung als Präsident

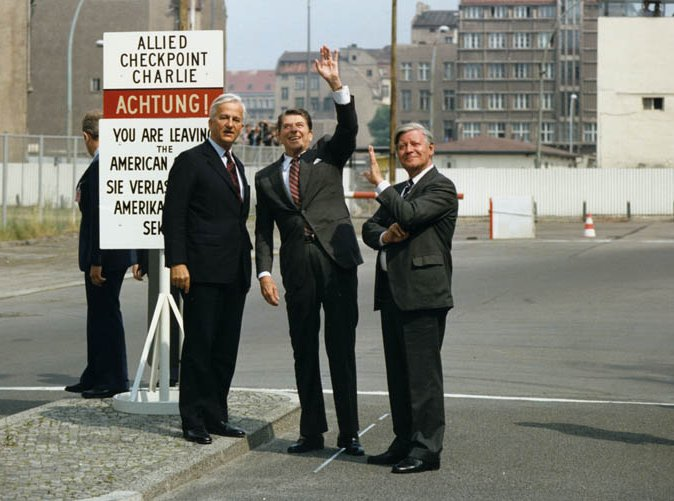
Reagan am 11. Juni 1982 mit dem Regierenden Bürgermeister von Berlin Richard von Weizsäcker und Bundeskanzler Helmut Schmidt am Checkpoint Charlie in West-Berlin

Am 20. Januar 1981 wurde Reagan als 40. Präsident der Vereinigten Staaten vereidigt. Er war damals mit 69 Jahren der bei Amtsantritt älteste Präsident. Sein Schwur bei der Amtseinführung wurde ihm vom Obersten Bundesrichter Warren E. Burger abgenommen. In der 20-minütigen Antrittsrede rief er eine „Ära der nationalen Erneuerung“ aus. Reagan kündigte Einsparungen bei den Staatsausgaben und eine Senkung der Steuern an. Die amerikanischen Geiseln im Iran erwähnte er nicht; diese wurden während seiner Rede von Teheran freigelassen. Mit Kosten von 8 Mio. US-Dollar war seine Amtseinführung die bis dahin teuerste in der amerikanischen Geschichte. Innenpolitisch hatte Reagan als ältester Präsident bei Amtsantritt laut E. J. Dionne besonders große Zustimmungswerte bei den jüngeren Wählern.
Bei der Präsidentschaftswahl 1984 kandidierte er erfolgreich für eine zweite Amtszeit. Er erhielt 58,8 % der abgegebenen Wählerstimmen; der demokratische Kandidat Walter Mondale, der unter Carter Vizepräsident gewesen war, erhielt 40,6 %. Reagan hatte lediglich in Mondales Heimatstaat Minnesota und in der Bundeshauptstadt Washington, D.C. (die nicht zu den Bundesstaaten zählt) keine Stimmenmehrheit erlangt. Im Wahlmännerkollegium gingen so 525 von 538 Stimmen an ihn. Er wurde am 20. Januar 1985 erneut zum Präsidenten vereidigt; George Bush blieb Vizepräsident.

#### Attentat
Am 30. März 1981 wurde Reagan bei einem Attentat verletzt. Auch Secret-Service-Agent Tim McCarthy, der Polizist Thomas Delanty und Reagans Pressesekretär James Brady wurden angeschossen; Brady erlitt schwere Hirnschädigungen und Lähmungen. Der geistig verwirrte Attentäter John Hinckley, Jr. wurde im Juni 1982 von einem Gericht in Washington für unzurechnungsfähig erklärt und in eine psychiatrische Klinik eingewiesen. Reagan kehrte am 25. April 1981 ins Weiße Haus zurück. Hinckley wurde am 10. September 2016 entlassen.

#### Außenpolitik

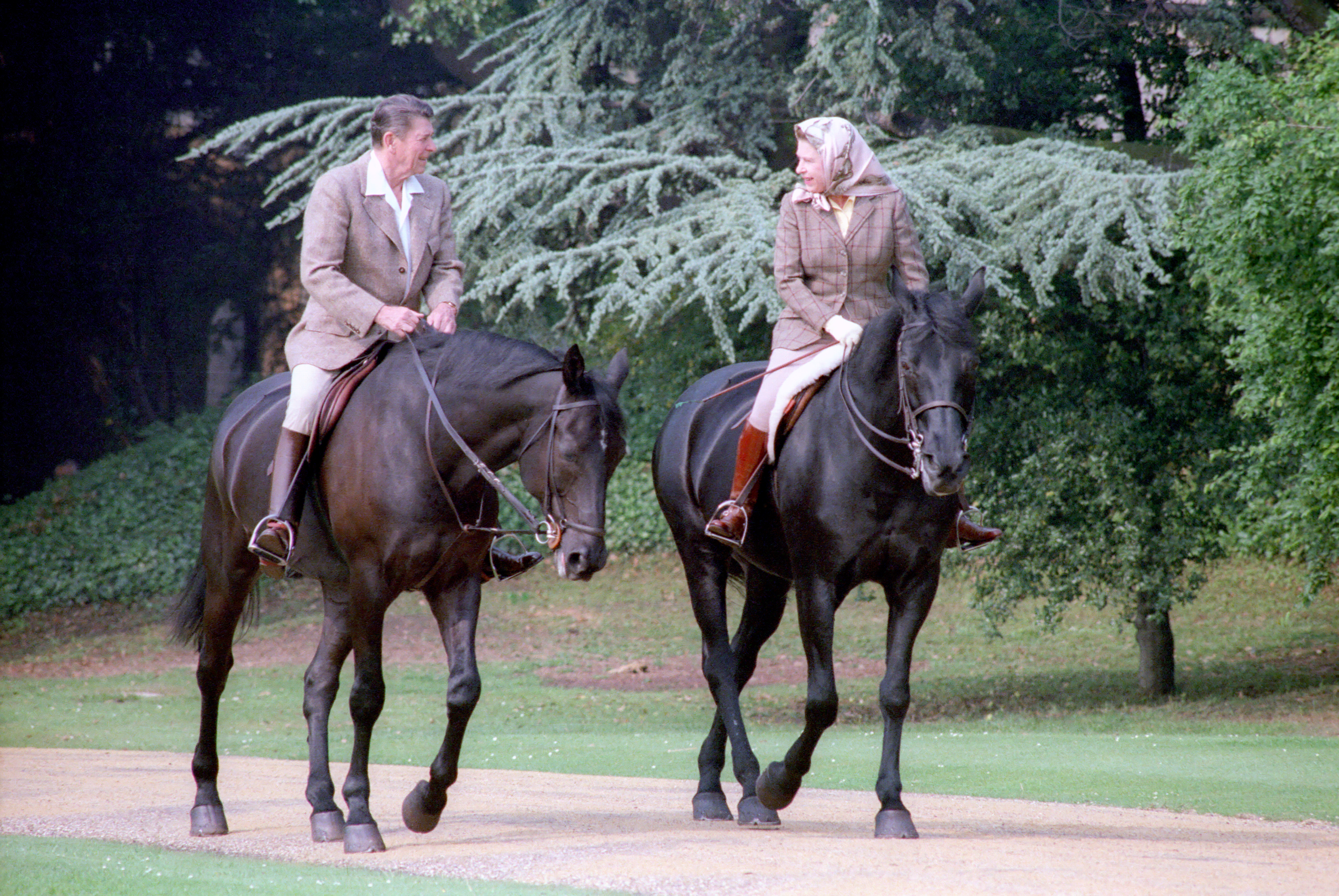
Ronald Reagan auf ‚Centenial‘ mit Elisabeth II. auf Burmese in Windsor, 1982

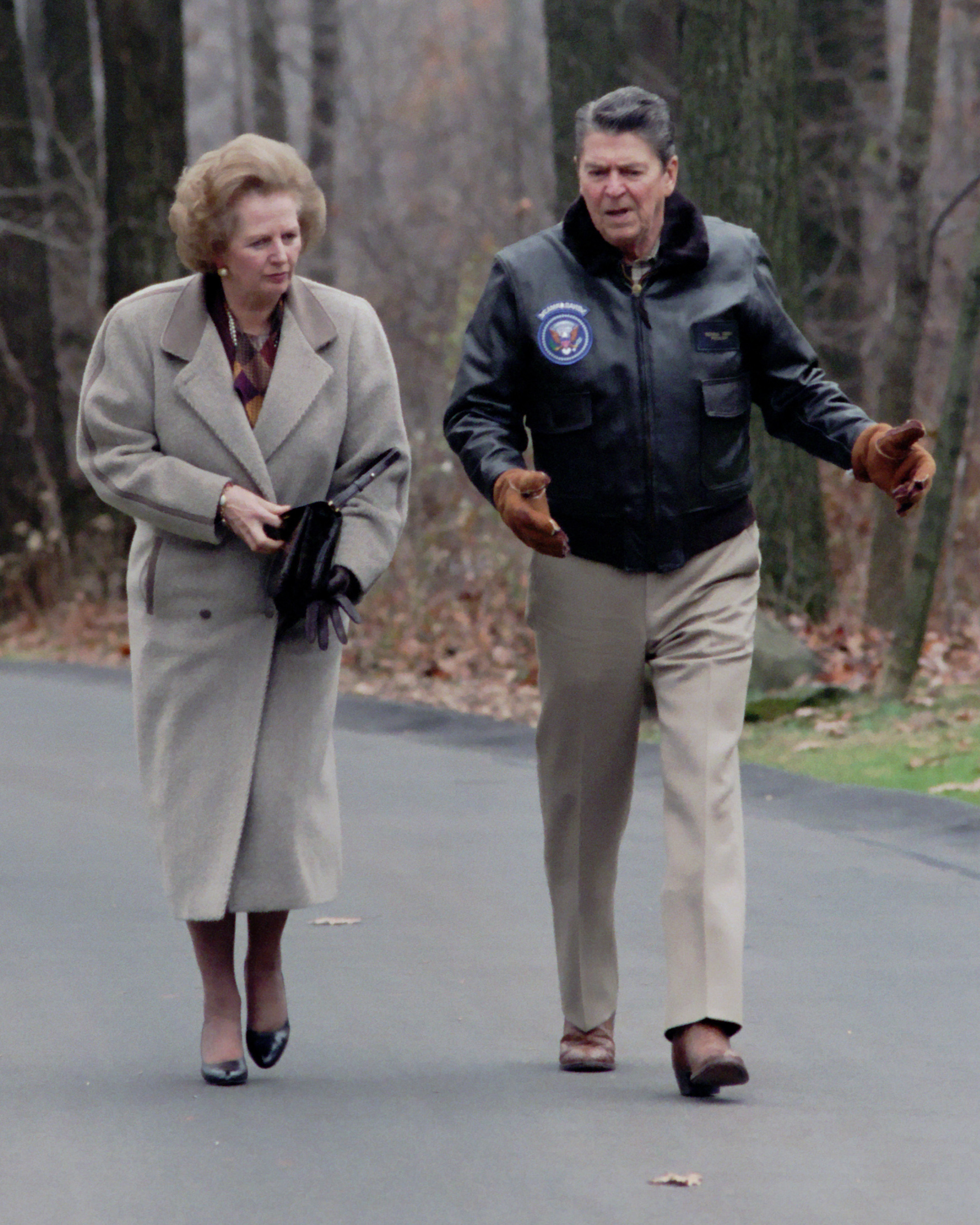
Margaret Thatcher und Reagan, 1986

Seine Außenpolitik beschrieb Reagan als „Frieden durch Stärke“. Sie war geprägt von seiner antikommunistischen Haltung gegenüber dem Ostblock. Reagan versuchte, den Einflussbereich der USA zu erweitern und die Welt zu seinen Vorstellungen von Freiheit und Demokratie zu führen. Er war telegen und konnte mit herausragender Rhetorik die Herzen und Gefühle vieler Amerikaner für sein Ziel gewinnen, die Sowjetunion, das von ihm damals so bezeichnete „Reich des Bösen“, ideologisch und militärisch herauszufordern und den sowjetisch-kommunistischen Einfluss in der Dritten Welt mit allen Mitteln zu bekämpfen (Reagan-Doktrin). Reagan sammelte politische Witze über die Sowjetunion und gab diese bei Politikertreffen zum Besten.
Er gab die Entspannungspolitik seiner republikanischen Vorgänger Nixon und Ford auf, da die massive Überlegenheit der Sowjetunion bezüglich konventioneller Waffensysteme nach seiner Auffassung die Wiederherstellung der gleichen militärischen Stärke der beiden damaligen Supermächte notwendig machte. Bereits im Wahlkampf forderte er eine Erhöhung der Militärausgaben. Des Weiteren war Reagan entschlossen, in der Dritten Welt mit fast jedem Regime zusammenzuarbeiten, das von sich behauptete, Kommunisten zu bekämpfen (siehe Kirkpatrick-Doktrin), was unter anderem zu einer konsequenten Unterstützung von antikommunistischen Militärdiktaturen führte. So unterstützten die USA gegen erhebliche innen- und außenpolitische Widerstände die rechtsgerichtete Militärregierung von El Salvador. Diese führte einen schmutzigen Krieg gegen Aufständische und politische Gegner und ermordete dabei Anfang der 1980er Jahre etwa 40.000 Oppositionelle. Die auf den – von der US-Regierung offiziell bestrittenen bzw. verharmlosten – Massenmord an den Oppositionellen folgende relative innenpolitische Ruhe in El Salvador erklärte die Reagan-Regierung der amerikanischen Öffentlichkeit damit, dass die erfolgreich durchgeführte Landreform der dortigen Regierung zu einer allgemeinen Befriedung geführt hätte.
Ein Teil der zusätzlichen Rüstungsausgaben floss in die sogenannte Strategic Defense Initiative (SDI), die zu seiner Zeit nicht realisiert, jedoch auch unter seinen Nachfolgern fortgesetzt wurde. Ziel dieses Programms war es, die USA gegen Angriffe feindlicher Atomraketen zu schützen und damit das klassische Gleichgewicht des Schreckens zu Gunsten der USA aufzuheben. Ebenso wurde unter Reagan das Programm Marine der 600 Schiffe verwirklicht, das die Flottenstärke der US Navy auf fast 600 Einheiten steigerte.
Nachdem Reagan in seiner ersten Amtszeit eine neue Runde des Rüstungswettlaufs eingeläutet hatte, der die Sowjetunion aufgrund ihrer wirtschaftlichen Schwierigkeiten letztlich nicht mehr folgen konnte, startete er in seiner zweiten Amtszeit mehrere Abrüstungsinitiativen. Reagan traf Michail Gorbatschow im November
1985 auf der Genfer Gipfelkonferenz und im Oktober 1986 beim Gipfeltreffen in Reykjavík. Reagan und Gorbatschow kamen im Dezember 1987 im INF-Vertrag überein, die in Europa aufgestellten nuklearen Mittelstreckenraketen abzurüsten.

Reagan im Einzelgespräch mit Michail Gorbatschow während der Genfer Gipfelkonferenz im November 1985

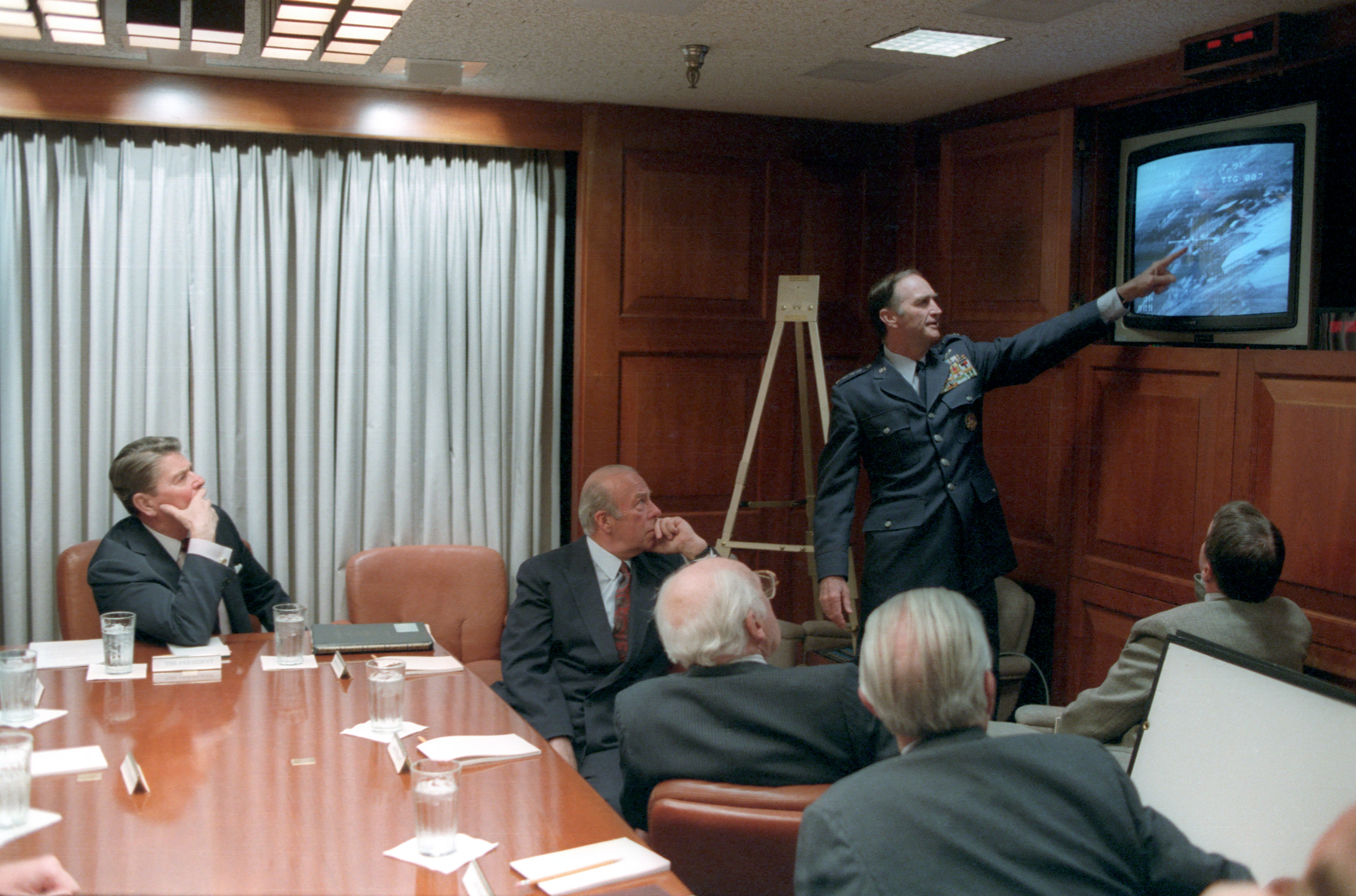
Reagan bei der Sitzung des Nationalen Sicherheitsrates zu den Luftangriffen auf die libyschen Städte Tripolis und Bengasi im April 1986 (Operation El Dorado Canyon)

Mit der offiziellen Begründung, den kommunistischen Einfluss in Lateinamerika bekämpfen zu müssen, führte die Regierung Reagan über ihre gesamte Amtszeit hinweg einen verdeckten Krieg gegen die sandinistische Regierung in Nicaragua. Für die von der CIA organisierten Contras wurden ehemalige Mitglieder der gefürchteten Nationalgarde Nicaraguas rekrutiert. Die Finanzierung erfolgte durch Waffengeschäfte mit dem Iran (siehe Iran-Contra-Affäre) und Drogengeschäfte. Der von 1981 bis 1990 geführte Contra-Krieg ruinierte die Wirtschaft Nicaraguas; 20.000 bis 60.000 Menschen starben.
Eine von Reagan selbst eingerichtete Untersuchungskommission unter dem Vorsitz von John Tower rügte den Präsidenten; mehrere leitende Beamte mussten zurücktreten. Die USA wurden am 27. Juni 1986 vom Internationalen Gerichtshof in Den Haag für ihre direkte und indirekte militärische Teilnahme im Contra-Krieg zur Beendigung der „ungesetzlichen Anwendung von Gewalt“ gegen Nicaragua und Zahlung von Reparationen verurteilt. Auf die Weigerung der USA, das Urteil anzuerkennen, versuchte der Sicherheitsrat der Vereinten Nationen, eine Resolution zu verabschieden, welche alle Staaten dazu aufrief, das internationale Gesetz zu befolgen. Die USA legten gegen die Resolution aber ihr Veto ein.
Am 14. Oktober 1983 wurde Grenadas Premierminister Maurice Bishop von Hudson Austin abgesetzt. Bishop wurde fünf Tage später hingerichtet. Die Organisation Ostkaribischer Staaten bat die Vereinigten Staaten um Unterstützung und am 25. Oktober fielen die Vereinigten Staaten in Grenada ein. Zum Zeitpunkt der Invasion befanden sich nach Angaben der kubanischen Regierung 784 Kubaner auf Grenada, die meisten davon Bauarbeiter, aber auch Ärzte, Krankenschwestern, Lehrer und 44 dem Militär zuzuordnende Personen. Diese Angaben wurden von mehreren amerikanischen und britischen Journalisten bestätigt. Tatsächlich wurde Kuba vom ehemaligen Premierminister Maurice Bishop um militärische Unterstützung gebeten. Aufgrund von Befürchtungen, den USA einen Vorwand für eine Kuba-Invasion zu liefern, lehnte die kubanische Regierung diese jedoch ab. Für die Invasion unter dem Codenamen Operation Urgent Fury waren 7000 Marines im Einsatz. Nach einer Woche endeten die Kämpfe mit dem Tod bzw. der Verwundung von 84 Kubanern, 135 Amerikanern und etwa 400 Grenadiern. Die Invasion wurde mit Ausnahme der Militärdiktaturen Chile, Guatemala und Uruguay von allen Ländern Lateinamerikas verurteilt. Der UNO-Sicherheitsrat stimmte am 28. Oktober 1983 mit großer Mehrheit für eine Resolution, in der die US-Invasion als eine krasse Verletzung internationalen Rechts bezeichnet und das schwere Bedauern der Vereinten Nationen ausgedrückt wurde. Die USA legten sofort ihr Veto gegen die Resolution ein. Reagans Antwort auf die Resolution lautete: One hundred nations in the UN have not agreed with us on just about everything that’s come before them where we’re involved, and it didn’t upset my breakfast at all.
Am 11. August 1984 erlaubte sich Reagan während einer Mikrofonsprechprobe einen als makaber empfundenen Scherz, er habe die Bombardierung der Sowjetunion angeordnet. Die Medien veröffentlichten diese nicht für die Öffentlichkeit bestimmte Tonprobe (We begin bombing in five minutes), die weltweit heftige Kritik auslöste.

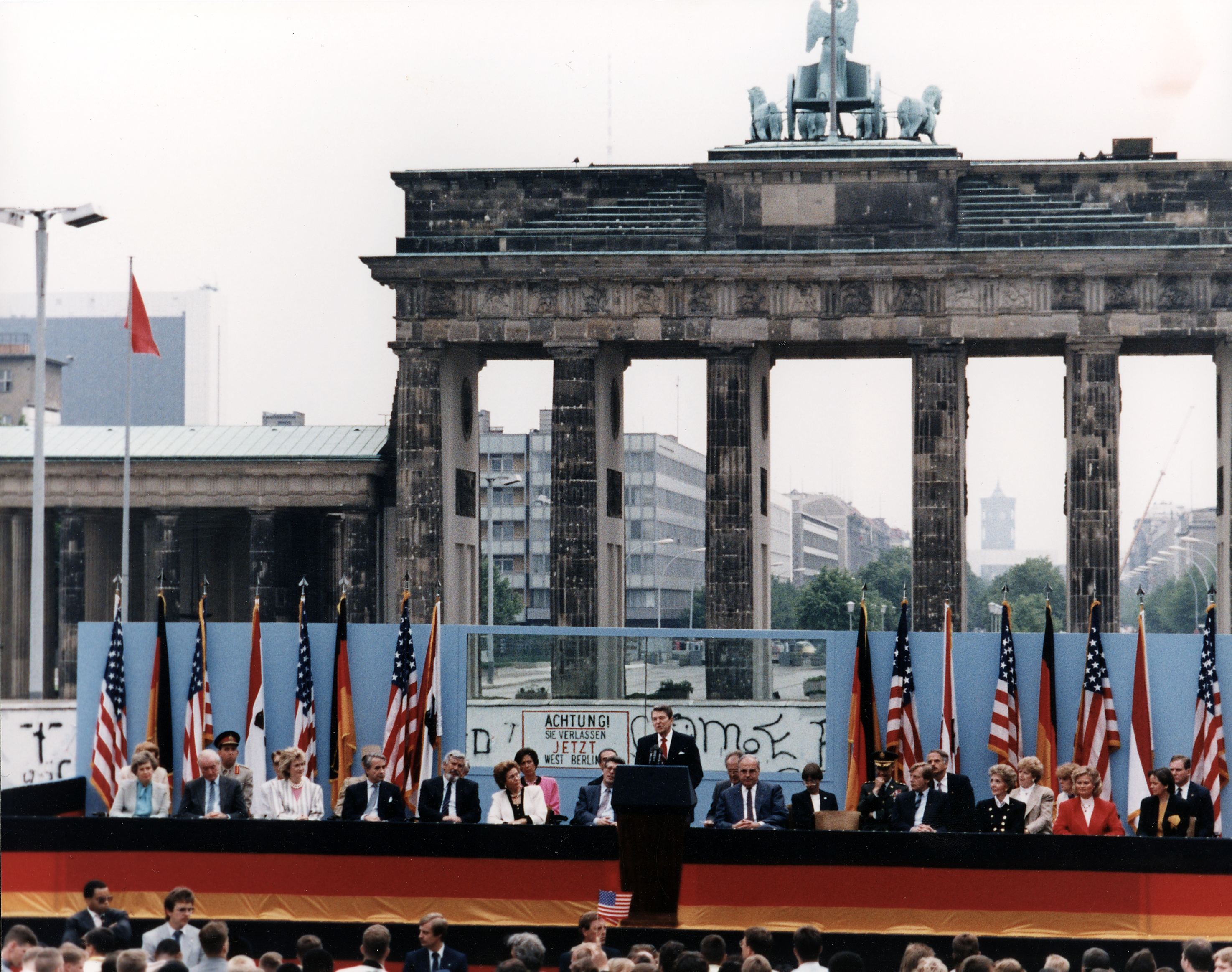
Reagan am 12. Juni 1987 bei seiner Berliner Rede mit dem Appell an Gorbatschow, die Mauer einzureißen und das Brandenburger Tor zu öffnen

Reagan besuchte die Bundesrepublik Deutschland im Juni 1982 und war 1985 anlässlich des 40. Jahrestages des Kriegsendes erneut zu Gast in Deutschland. Der Besuch auf einem Soldatenfriedhof in Bitburg löste eine breite Debatte aus (siehe Bitburg-Kontroverse). 1985 und 1986 trafen Reagan und der sowjetische Generalsekretär Michail Gorbatschow zu Abrüstungsverhandlungen unter der Bezeichnung START (Strategic Arms Reduction Talks), diese kamen zunächst nicht voran. 1987 jedoch konnte er mit Gorbatschow den Vertrag zur Abschaffung der amerikanischen und sowjetischen Mittelstreckenraketen in Europa (INF-Vertrag) unterzeichnen. Am 12. Juni 1987 hielt Reagan von einem Holzgerüst, welches vor den Sperranlagen der Berliner Mauer am Brandenburger Tor aufgebaut worden war, eine Rede, in welcher er Gorbatschow aufforderte, die Mauer niederzureißen: „Come here to this gate! Mr. Gorbachev, open this gate! Mr. Gorbachev, tear down this wall!“.
Reagan wurde am 9. November 1992 – genau drei Jahre nach dem Fall der Berliner Mauer – zum Ehrenbürger von Berlin ernannt.

#### Wirtschaftspolitik

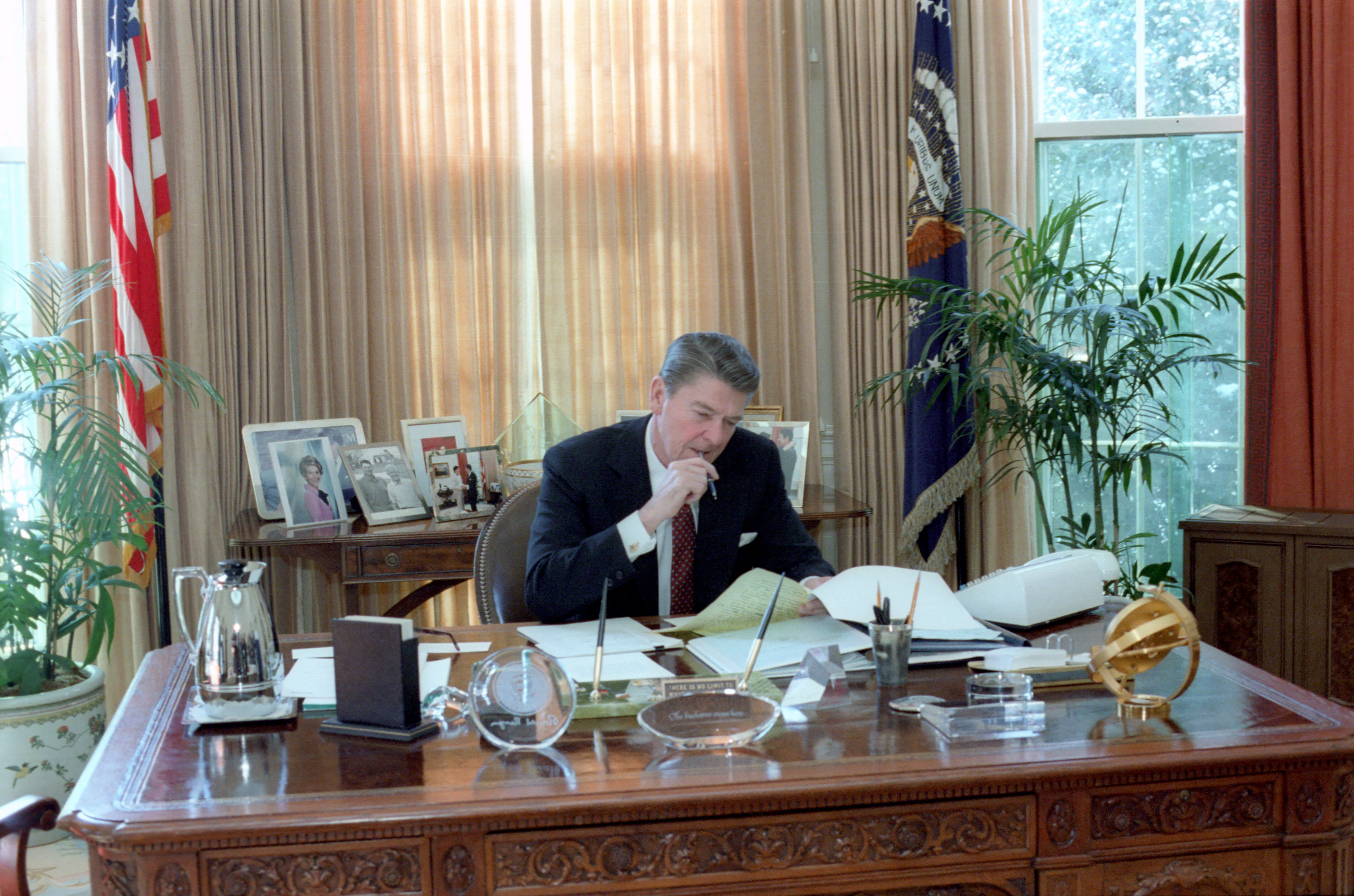
Reagan an seinem Schreibtisch im Oval Office, 1982

Reagan erklärt seine Steuersenkungen in einer Rede im Fernsehen (1981)

Ende der 1970er Jahre hatte sich die wirtschaftliche Situation der Vereinigten Staaten zunehmend verschlechtert. Die expansive Geldpolitik der US-Notenbank hatte zu einer Inflation von 10–15 % geführt. Gleichzeitig stagnierte das wirtschaftliche Wachstum bei steigenden Arbeitslosenzahlen. Für Stagnation der Wirtschaft bei gleichzeitiger Inflation wurde der Begriff Stagflation geprägt.
Während die Regierungen von Nixon, Ford und Carter auf nachfrageorientierte Wirtschaftspolitik gesetzt hatten, vollzog Reagan einen Paradigmenwechsel hin zu einer angebotsorientierten Wirtschaftspolitik. Durch eine solche angebotsorientierte Wirtschaftspolitik wird versucht, mithilfe besserer Produktions- und Wachstumsbedingungen die wirtschaftliche Situation nachhaltig zu stärken. 1981 beschloss der Kongress eine Steuerreform sowie kleinere Reformen der Sozialversicherungssysteme. Diese Politik wurde auch als Reaganomics bezeichnet.
Ein wichtiges Prinzip hinter Reagans Reformen war die Trickle-down-Theorie, welche davon ausgeht, dass Wohlstand in die unteren Gesellschaftsschichten durchsickert. Das Prinzip seiner Steuerpolitik entsprach in etwa jenem der Laffer-Kurve. Danach sind Steuersenkungen für Unternehmen besonders wirtschaftsfördernd, da diese dann mehr investieren und so die Arbeitslosigkeit reduzieren, was letztlich sogar zu höheren Steuereinnahmen führe.

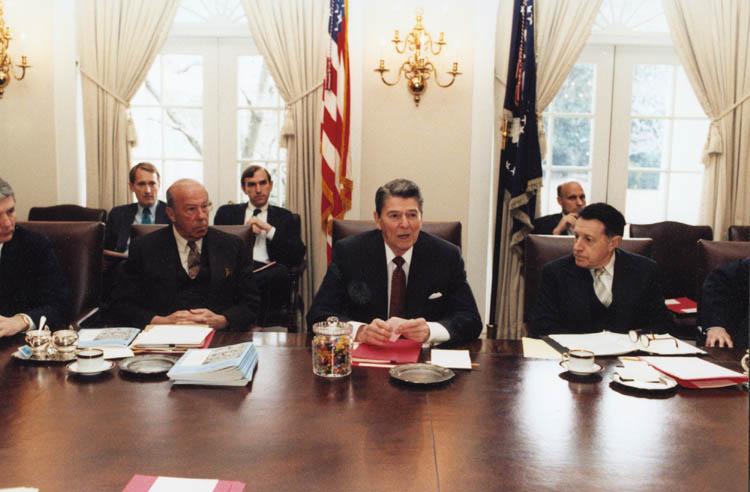
Reagan bei einer Sitzung seines Kabinetts im Cabinet Room

Anfang 1981, bei der Amtsübernahme durch Ronald Reagan, betrug die Staatsverschuldung der USA 930 Milliarden Dollar. Die Steuersenkungspolitik und die starke Erhöhung der Staatsausgaben, insbesondere für Rüstungsgüter, zeigten aber zunächst unerwünschte Wirkungen: Die US-Wirtschaft drohte sich zu überhitzen, die Inflationsrate stieg 1982 auf 5,8 Prozent. Die US-Notenbank reagierte darauf mit Zinserhöhungen, was zu einer Rezession führte. Die Arbeitslosigkeit stieg auf zwölf Millionen Personen, Unternehmensgewinne gingen zurück. Danach erholte sich die Wirtschaft, die Arbeitslosigkeit sank und die Inflation wurde wieder eingedämmt. Das Haushaltsdefizit der Vereinigten Staaten stieg dennoch weiter an, vor allem bedingt durch die enormen Militärausgaben und die Steuernachlässe für Unternehmen und Kapitalerträge. Finanzmittel für Sozialprogramme wie jene aus den Zeiten des New Deal oder der Great Society wurden unter Reagan daher drastisch gekürzt. Trotzdem wuchs die Staatsverschuldung bis Ende 1988 um 179,6 Prozent auf 2,6 Billionen Dollar. Der Nobelpreisträger Paul Krugman hat Reagan daher vorgeworfen, mit seiner Wirtschaftspolitik die Wettbewerbsfähigkeit der USA drastisch vermindert zu haben: Die von ihm verantwortete Staatsverschuldung habe zu hohen Zinsen geführt, wodurch sehr viel ausländisches Kapital in die USA geflossen sei, was wiederum eine Überbewertung des US-Dollar zur Folge gehabt habe, die amerikanische Produkte auf dem Weltmarkt verteuert und so Arbeitsplätze vernichtet habe.

#### Berufungen an den Supreme Court

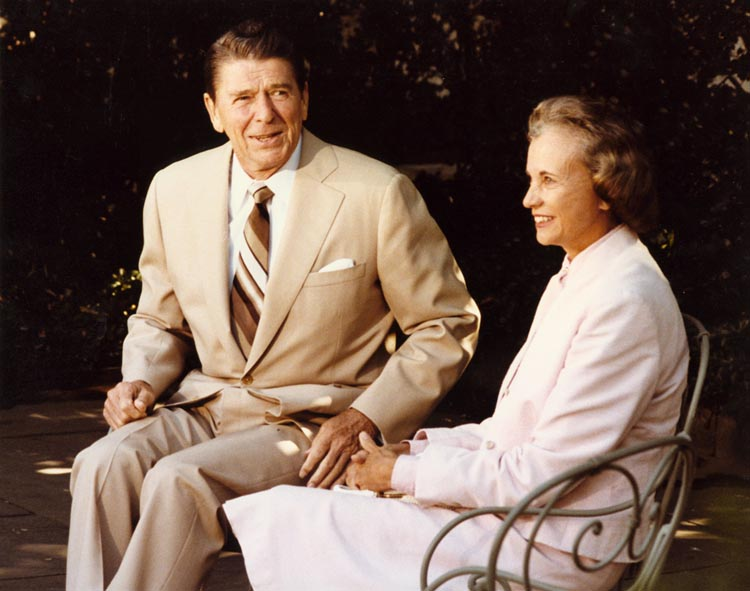
Reagan mit Sandra Day O’Connor, die er zur ersten Richterin am Obersten Gerichtshof ernannte, im Juli 1981

Reagan ernannte während seiner Präsidentschaft vier Richter an den Obersten Gerichtshof der USA:
- Sandra Day O’Connor, 1981
- William H. Rehnquist, 1986 (Chief Justice)
- Antonin Scalia, 1986
- Anthony Kennedy, 1987 (Senatsbestätigung 1988)

O’Connor war im Jahr 1981 die erste Frau, die zur Richterin ernannt wurde. Sie blieb bis zum Jahr 2006 als Richterin am Supreme Court. Bis 2018 war der von Reagan zuletzt berufene Kennedy Richter am Obersten Gerichtshof. Weitere Berufungen erfolgten an niedrigere Bundesgerichte.

#### Reagans Symbolkraft
Wie kaum ein anderer verstand es Reagan als great Communicator, dass die Präsidentschaft auf der Kraft der Symbole beruhte und er neben der absoluten Macht auch immer die Hegemonie benötigte, um alle mitzunehmen. Gerade seine Argumentation, dass Washington nicht die Lösung der Probleme darstelle, sondern Teil des Problems sei, verlangte nach starker Symbolik. So konnte Reagan auch die Olympischen Spiele 1984 in Los Angeles als ein Beispiel für seinen Ansatz verwenden, dass die private Initiative Geld einbringe, während die staatlich finanzierten Olympischen Sommerspiele 1976 nur Schulden aufgehäuft hatten. So ließ er auch die kalifornische Kultband The Beach Boys bei seiner zweiten Amtseinführung spielen, um so symbolisch seinen Bezug zur freien, selbstorganisierten Jugend zu unterstreichen. Auch Reagans Reden zeigen, dass er sich der Kraft der Worte und der Symbolik bewusst war und so die amerikanische Bevölkerung mitnehmen konnte.

#### Ende der Präsidentschaft
Für die Präsidentschaftswahl 1988 war Reagan aufgrund des 22. Verfassungszusatzes von einer weiteren Kandidatur für das Weiße Haus ausgeschlossen. Im Wahlkampf schlug er seinen Vizepräsidenten George H. W. Bush, der die bisherige Politik weiterführen sollte, als Nachfolger vor. Am 8. November 1988 gewann Bush gegen den Demokraten Michael Dukakis. Turnusgemäß wurde Bush am 20. Januar 1989 zum neuen Präsidenten vereidigt und löste Reagan damit nach acht Jahren im Weißen Haus ab.

### Ruhestand und Tod

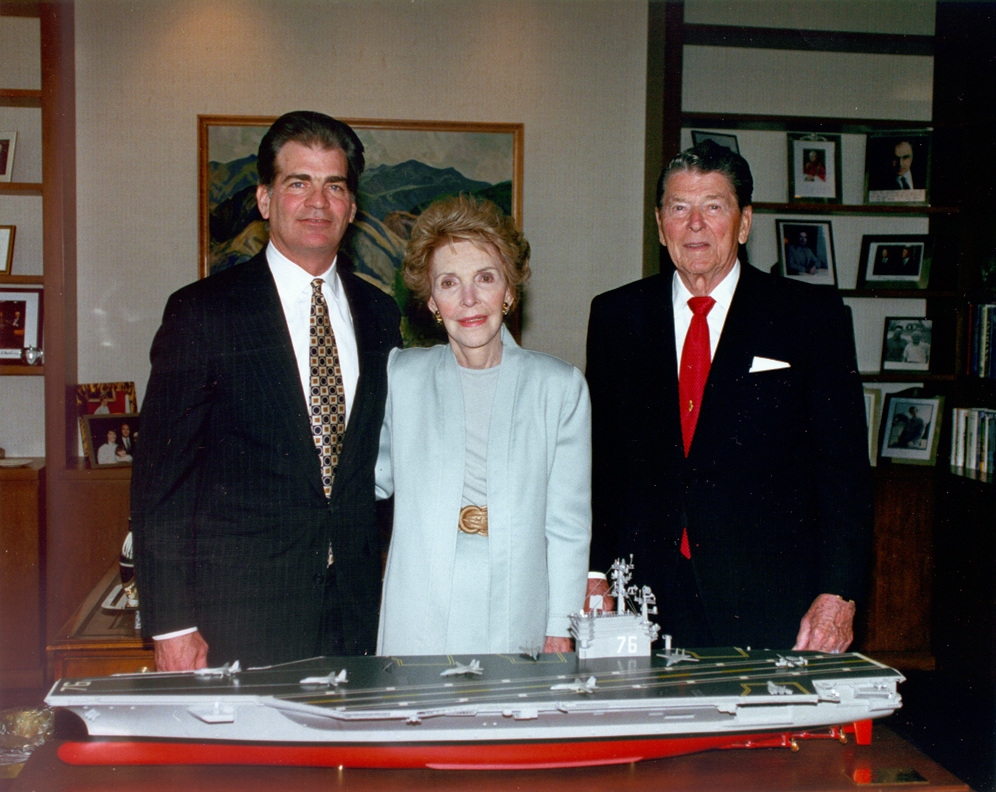
Reagan (rechts) mit seiner Frau und dem Newport News Shipbuilding Chairman und CEO Bill Fricks mit einem Modell der Ronald Reagan, Mai 1996

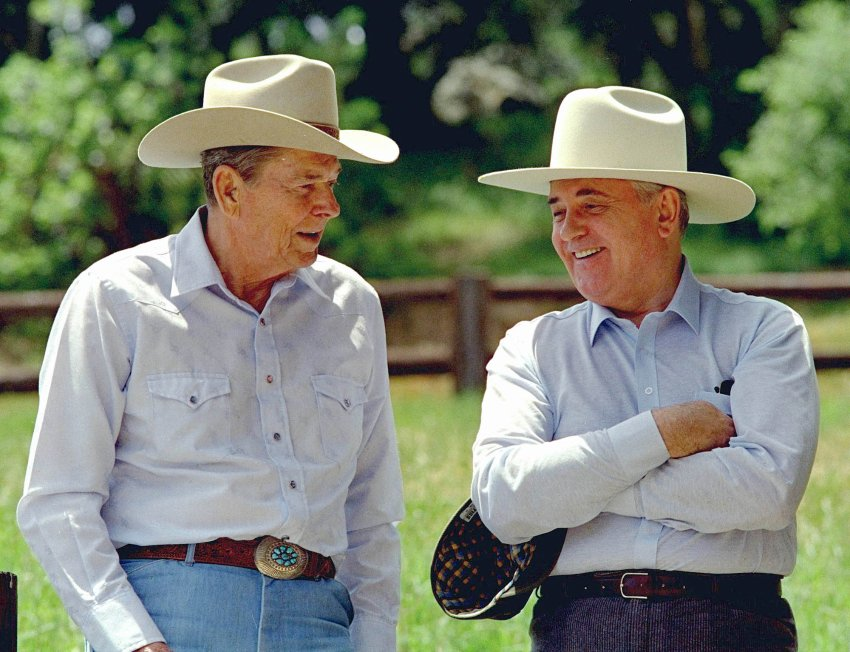
Reagan mit Michail Gorbatschow (1992)

Nach Ende seiner Präsidentschaft Anfang 1989 zog sich Reagan mit seiner Frau Nancy nach Kalifornien zurück. Im Mai 1994 unterzeichnete er gemeinsam mit seinen beiden Vorgängern Carter und Ford einen Brief an den Kongress, in dem sich die drei ehemaligen Präsidenten für ein Verbot von halbautomatischen Waffen aussprachen. Hier vertrat Reagan eine andere politische Position als viele seiner republikanischen Parteikollegen.
Reagan bekannte sich im November 1994 in einem persönlichen Brief an die US-Bevölkerung zu der kurz zuvor bei ihm diagnostizierten Alzheimer-Krankheit. Erste Symptome des Leidens hatten sich wahrscheinlich bereits gegen Ende seiner Präsidentschaft gezeigt. Danach wurde er nur noch sporadisch in den Medien erwähnt, meist ging es um die Verschlechterung seines Zustandes. Noch bis 1998 besuchte Reagan regelmäßig sein Büro in der Präsidentenbibliothek in Simi Valley, wo er zumindest im Frühstadium seiner Krankheit noch an verschiedenen Projekten arbeitete. Später erlitt er bei einem Sturz einen Hüftbruch, von dem er sich aber trotz seines hohen Alters schnell erholte. Zuletzt war seine Demenz so weit fortgeschritten, dass er grundlegende Tätigkeiten nicht mehr selbst erledigen konnte.
Reagan starb am 5. Juni 2004 zu Hause in Bel Air im Alter von 93 Jahren an einer Lungenentzündung. Er hinterließ seine Frau und die drei Kinder Michael Reagan, Patti Davis und Ronald Prescott Reagan; seine Tochter Maureen war bereits 2001 an Krebs gestorben. Sein Leichnam wurde im Kapitol der Vereinigten Staaten auf einem Katafalk aufgebahrt und später in Kalifornien in der für ihn errichteten Präsidentenbibliothek beigesetzt.
Mit 93 Jahren und vier Monaten erreichte er das bis dahin höchste Alter eines ehemaligen US-Präsidenten. Er überholte damit John Adams, der fast 91 Jahre alt geworden war.

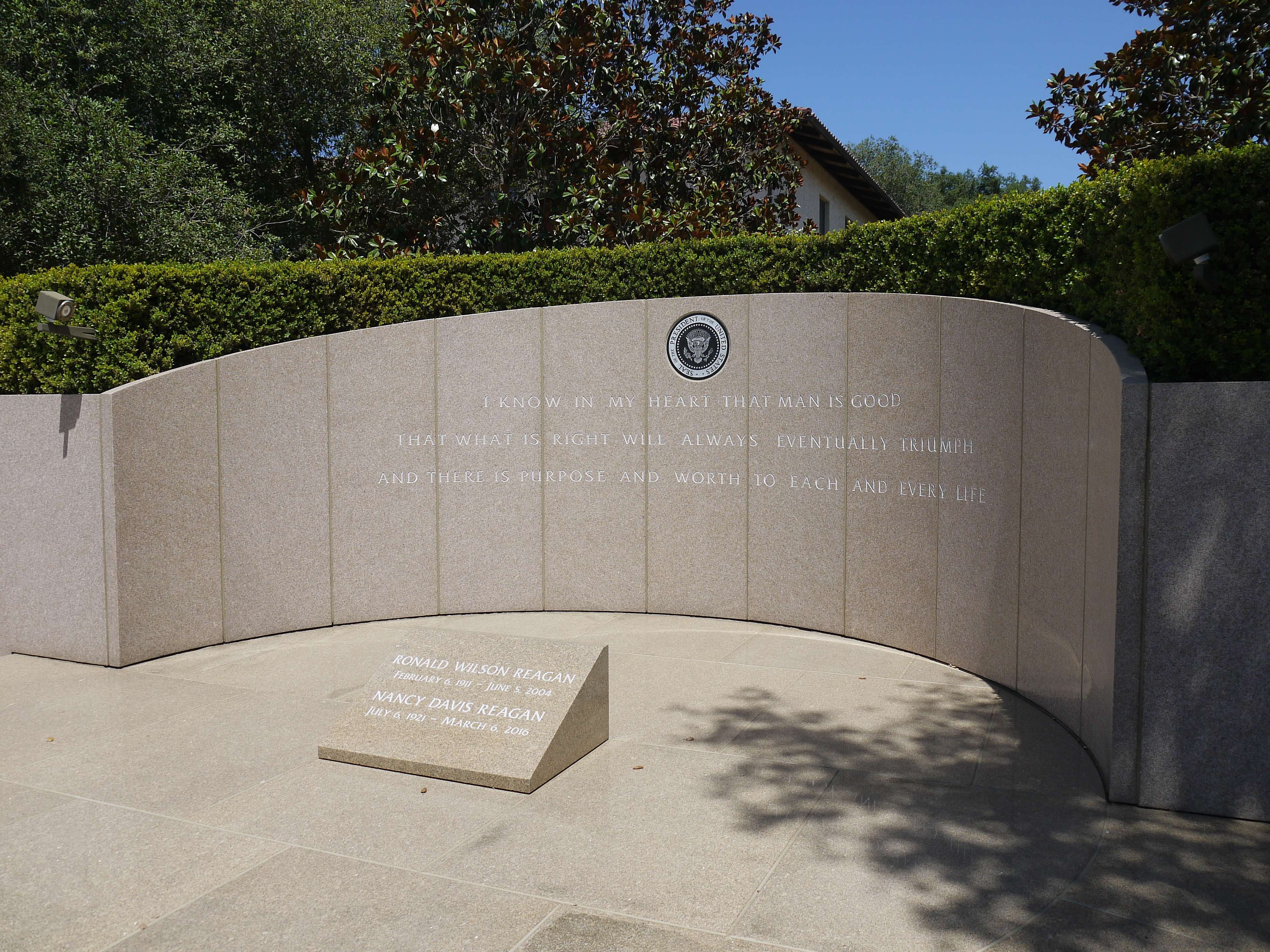
Grabmal von Ronald und Nancy Reagan

Reagan gehörte zu den wenigen US-Bürgern, nach denen bereits zu Lebzeiten ein US-Kriegsschiff benannt wurde, der Flugzeugträger Ronald Reagan. Auch der Ronald Reagan Washington National Airport, der Ronald Reagan Freeway und die Raketenverteidigungsstation auf dem Luftwaffenstützpunkt Vandenberg sind nach ihm benannt.

## „Shining City upon a Hill“: Amerikanischer Exzeptionalismus
Zu allen Zeiten seiner politischen Karrieren hob Reagan die Rolle der Vereinigten Staaten in der Welt durch verschiedene Termini hervor. Bereits 1964 bezeichnete er die USA als „last best hope of man on earth“, später (1989) mit dem biblischen Bild als „himmlische Stadt auf dem Berg“ („City upon a Hill“). Im Kern ging es dabei um eine Beschreibung der US-amerikanischen Rolle in der Weltpolitik. Obwohl auch schon John F. Kennedy den Terminus „City upon a Hill“ genutzt hatte, war es Reagan, der den Begriff zu einem seiner Markenzeichen machte. In seiner Abschiedsrede als Präsident sagte er dazu:

“I’ve spoken of the shining city all my political life, but I don’t know if I ever quite communicated what I saw when I said it. But in my mind it was a tall proud city built on rocks stronger than oceans, wind-swept, God-blessed, and teeming with people of all kinds living in harmony and peace, a city with free ports that hummed with commerce and creativity, and if there had to be city walls, the walls had doors and the doors were open to anyone with the will and the heart to get here. That’s how I saw it and see it still …”

Wie kein anderer Präsident vor ihm betonte Reagan seine Gottesfurcht und inszenierte seinen christlichen Glauben sehr medienwirksam. Er unterbrach seine Reden, um das versammelte Volk zum stillen Gebet aufzufordern, und führte das lang vergessene „God Bless America“ wieder ein. Er berief auch erstmals bekennende Evangelikale als Minister in sein Kabinett und christliche Gruppierungen wie die der religiösen Rechten zuzuordnende Moral Majority spielten zumindest in den ersten Jahren seiner Präsidentschaft eine wichtige Rolle.

## Rezeption
Konservativen US-Amerikanern gilt Reagan (Stand Februar 2009) vielfach als der beste Präsident überhaupt bzw. als bester Präsident nach dem Zweiten Weltkrieg. Besonders unter Republikanern ist seine Idealisierung sehr ausgeprägt. Dies liegt zum einen an seiner Innenpolitik, mit welcher, so die Annahme, der Sozialstaat abgebaut und so die Steuern gesenkt worden seien; diese Politik gilt vielen heutigen Republikanern als positiver Gegenentwurf zur von ihnen als „sozialistisch“ gebrandmarkten Sozial- und Gesundheitspolitik eines Barack Obama. Die von Reagan betriebene neoliberale Wirtschaftspolitik Reaganomics führte zusammen mit hohen Rüstungsausgaben zu einem zeitweiligen konjunkturellen Aufschwung, der jedoch auf einem Rekord-Haushaltsdefizit generiert wurde, da großen Unternehmen erhebliche Steuersenkungen zuteilwurden. Die Inflationsrate, die unter seinem Vorgänger Carter bis zu 15 % betragen hatte, sank bis 1989 dauerhaft auf unter 5 Prozent.
Zum anderen gilt ihnen Reagans Außenpolitik als Erfolg, da seine harte Haltung gegenüber dem Ostblock zu dessen Zusammenbruch und zum Fall der Berliner Mauer geführt habe. Diese Ansicht wird unter anderem von dem Historiker Paul Kengor vertreten. Andere Historiker, wie zum Beispiel Max Boot, schreiben diese Ergebnisse den Handlungen von Michail Gorbatschow zu, gleichzeitig lobt Boot aber Reagans pragmatische Zusammenarbeit mit Gorbatschow trotz seiner starken antikommunistischen Grundhaltung. Paul Kengor ist hingegen der Auffassung, dass die Kommunistische Partei der Sowjetunion einen Reformer wie Gorbatschow nie zum Generalsekretär gewählt hätte ohne den wirtschaftlichen und militärischen Druck, den Reagan in seiner ersten Amtszeit auf die Sowjetunion ausgeübt hatte. Der Historiker Melvyn P. Leffler schrieb, Reagan habe durch seine Bemühungen, Beziehungen mit der sowjetischen Führung aufzunehmen und das Wettrüsten zu beenden, dazu beigetragen, ihn zu gewinnen. Reagan sei Gorbatschows unentbehrlicher Juniorpartner gewesen, „der den Rahmen für die dramatischen Veränderungen festlegte, die keiner von beiden in absehbarer Zeit erwartet hatte.“
Mitunter wird Reagan vorgeworfen, seine aggressive Politik in den Jahren von 1981 bis 1985 habe die Welt fahrlässig an den Rand eines Atomkriegs geführt. Völkerrechtswidrige Militärinterventionen wie jene in Grenada, verdeckte CIA-Operationen wie die Operation Cyclone in Afghanistan oder die Unterstützung von Diktatoren wie Suharto in Indonesien hätten überdies ebenso wie die Iran-Contra-Affäre die moralische Autorität der USA unterminiert.
Weite Teile der Republikanischen Partei berufen sich hingegen bis heute auf Reagans Erbe. Auch Reagans Bekenntnis zum Christentum gilt vielen Konservativen als vorbildlich.
Unter liberalen und dem Progressivismus nahestehenden Amerikanern wird Reagans Innenpolitik kritisiert, durch die Streichung von finanziellen Mitteln für Sozialprogramme und zu Gunsten der Streitkräfte zu wachsenden Armutszahlen geführt und die soziale Ungerechtigkeit vergrößert habe. So vertritt die prominente Demokratin Elizabeth Warren die Ansicht, Reagan habe eine Politik eingeleitet, die „die Reichen reicher und die Mächtigen mächtiger“ gemacht habe. Allerdings wurde der Sozialstaat als solcher von Reagan nicht abgeschafft, da viele Programme des New Deal oder der Great Society unter ihm fortbestanden, wenn auch in drastisch gekürzter Form.
Kurz vor seinem Ausscheiden aus dem Amt hatten im Dezember 1988 63 Prozent der Amerikaner eine positive Meinung von seiner Amtszeit, nur 29 Prozent sahen sie negativ. Einen höheren Zustimmungswert erreichte unter allen Präsidenten der Nachkriegszeit nur Bill Clinton (66 Prozent) im Januar 2001.
In den USA wurde die Ronald Reagan Presidential Foundation gegründet, die Reagans Wirken als Präsident weltweit würdigt und der Nachwelt zugängig macht und mit ihrem Geld beispielsweise auch die Anfertigung und Aufstellung von Denkmälern fördert.

## Politischer Stil und Image
Reagan blieb vielen Amerikanern als „großer Kommunikator“ in Erinnerung, da es ihm gelang, einige seiner gesetzgeberischen Initiativen durch einen demokratisch dominierten Kongress zu bringen, indem er in der Öffentlichkeit dafür warb und so Druck auf die Senatoren und Abgeordneten ausübte. Allerdings war die US-Innenpolitik zu dieser Zeit generell weniger polarisiert als in späteren Jahrzehnten.
Reagans Fähigkeit, die Sprache der „einfachen Leute zu sprechen“, seine humorvolle und bisweilen selbstironische Art und sein demonstrativ zur Schau getragener Optimismus trafen ein weitverbreitetes Bedürfnis vieler Amerikaner, die durch die Krisenerscheinungen der 1970er-Jahre (unter anderem Vietnamkrieg, Watergate-Affäre, Ölpreiskrisen und Geiselnahme von Teheran) verunsichert waren. Gerade seine hohen Zustimmungswerte bei jungen Menschen wurden auf seine Wahrnehmung als freundliche und unaufgeregte Autoritätsfigur zurückgeführt. Der Fernsehmoderator und ehemalige Kongressabgeordnete Joe Scarborough wies in diesem Zusammenhang auf Reagans Erfahrung als Schauspieler hin, die ihm ermöglichte, den „ikonischen Amerikaner, der an das glaubt, was noch vor ihm liegt“, überzeugend zu verkörpern. In seiner Kommunikation zielte Reagan auf den „common sense“ des Durchschnittsbürgers ab und stand damit meist gegen die Meinung der professionellen Politikbeobachter, der Medien, Intellektuellen und der Wirtschaftseliten. Der Kern von Reagans Einstellung, so Scarborough, sei es gewesen, „unablässig den Status Quo infrage zu stellen“ und damit nach und nach die politische Landschaft zu verändern.

## Filmografie (Auswahl)
- 1937: Love is on the Air
- 1938: Swing Your Lady
- 1938: Das Doppelleben des Dr. Clitterhouse (The Amazing Dr. Clitterhouse, Stimme als Radiosprecher)
- 1938: Der kleine Star (Boy Meets Girl)
- 1938: Going Places
- 1938: Opfer einer großen Liebe (Dark Victory)
- 1939: Sword Fishing (Kurzfilm, als Erzähler)
- 1940: Bombenerfolg (An Angel From Texas)
- 1940: Dollarregen (Million Dollar Baby)
- 1940: Knute Rockne, All American
- 1940: Land der Gottlosen (Santa Fe Trail)
- 1941: Jukebox-Fieber (Juke Girl)
- 1942: Kings Row
- 1942: Beyond the Line of Duty (Kurzfilm, als Sprecher)
- 1942: Mister Gardenia Jones (Dokumentarfilm)
- 1942: Sabotageauftrag Berlin (Desperate Journey)
- 1943: This Is the Army
- 1944: Resisting Enemy Interrogation (als Produzent)
- 1947: The Voice of the Turtle
- 1947: So You Want to Be in Pictures (Cameo-Auftritt)
- 1949: Venus am Strand (The Girl From Jones Beach)
- 1949: Gezählte Stunden (The Hasty Heart)
- 1949: Ein tolles Gefühl (It’s a Great Feeling, Cameo-Auftritt)
- 1950: Alter schützt vor Liebe nicht (Louisa)
- 1950: Die Gefangene des Ku-Klux-Klan (Storm Warning)
- 1951: Sein letzter Verrat (The Last Outpost)
- 1951: Bedtime for Bonzo
- 1952: Hongkong (Hong Kong)
- 1952: Tropische Abenteuer (Tropic Zone)
- 1953: Die Hand am Colt (Law and Order)
- 1954: Königin der Berge (Cattle Queen of Montana)
- 1955: Todesfaust (Tenneesse’s Partner)
- 1957: Höllenhunde des Pazifik (Hellcats of the Navy)
- 1964: Der Tod eines Killers (The Killers)

## Ehrungen

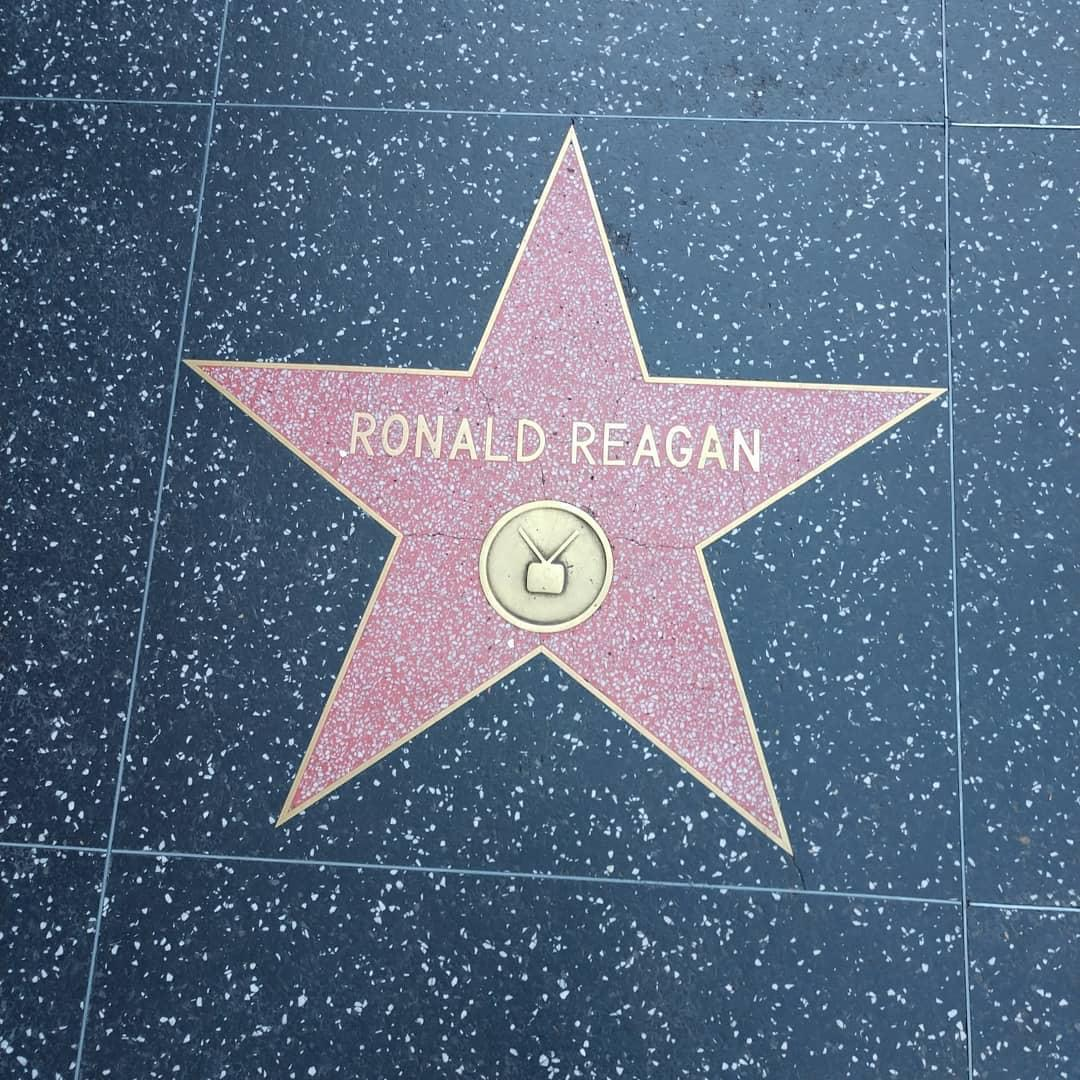
Stern auf dem Hollywood Walk of Fame

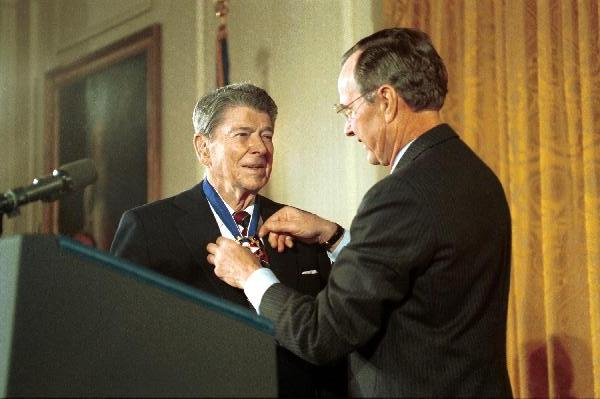
Reagan bekommt von seinem Nachfolger George H. W. Bush die Presidential Medal of Freedom, 1993

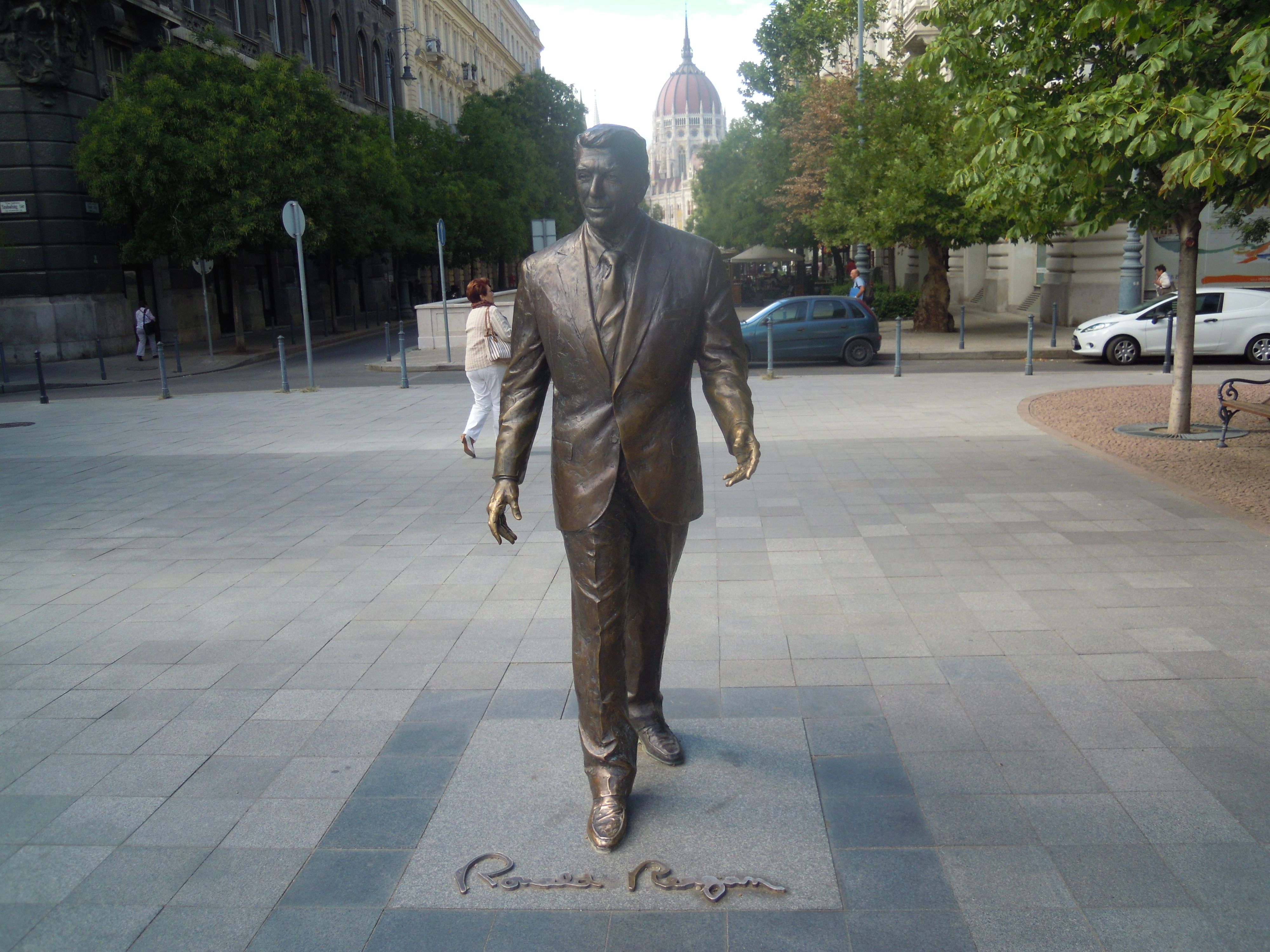
Statue in Budapest

- 1992: Ehrenbürgerwürde Berlins[77]
- 1995: Ehrenbürger von Vilnius
- 2000: Ehrenbürger von Danzig

## Auszeichnungen und Denkmäler
- 1960: Stern auf dem Hollywood Walk of Fame
- 1989: Elizabeth II. schlug Reagan am 14. Juni 1989 zum Ritter des britischen Verdienstordens Order of the Bath, des „Höchst ehrenvollen Ordens vom Bade“[78]
- 1990: Reagan wurde am 3. September 1990 auf Vorschlag des damaligen Bundesministers des Auswärtigen Hans-Dietrich Genscher das Großkreuz des Verdienstordens der Bundesrepublik Deutschland verliehen.
- 1993: Presidential Medal of Freedom
- 1999: Großkreuz mit Halskette des tschechischen Ordens des Weißen Löwen
- 2000: Congressional Gold Medal
- 2011: Vor der US-Botschaft in London wurde am 4. Juli 2011 eine Statue von Ronald Reagan enthüllt. Die Statue soll an die Politik der Stärke gegenüber der Sowjetunion erinnern.[79]
- 2019: Auf einer öffentlich einsehbaren Terrasse der Botschaft der Vereinigten Staaten in Berlin weihte der US-Außenminister Mike Pompeo am 8. November 2019 (genau 30 Jahre nach dem Fall der Berliner Mauer) eine Bronzestatue ein. Sie zeigt Reagan im Schritt, in einer Hand einige Karteikarten haltend. Darauf steht seine berühmte Aufforderung Tear down this wall! an Gorbatschow aus seiner Rede vor dem Brandenburger Tor am 12. Juni 1987. Die 2,10 m hohe Bronzeskulptur ist 800 kg schwer und wurde vom Bildhauer Chas Fagan geschaffen. Eine ähnliche Statue steht vor dem Kapitol in Washington und eine weitere in Budapest.[71]

## Filme über Reagan
- The Reagans, vierteilige TV-Dokumentation von Matt Tyrnauer (Vereinigte Staaten, 2020)
- Reagan, Filmbiografie von Sean McNamara (Vereinigte Staaten, 2024)

## Werke
- Erinnerungen. Ein amerikanisches Leben. Propyläen, Berlin 1990, ISBN 3-549-07227-9.
- Douglas Brinkley (Hrsg.): The Reagan Diaries. Komplette Tagebuchaufzeichnungen von Ronald Reagan. HarperCollins, New York 2007, ISBN 978-0-06-087600-5 (in englischer Sprache).